# Lista över ledamöter av Sveriges riksdag 2018–2022
Det här är en lista över ledamöter av Sveriges riksdag under mandatperioden 2018–2022. Riksdagen är den femtonde sedan övergången till enkammarriksdag 1970.

## Invalda ledamöter
Nedan listas de ledamöter som valdes in vid riksdagsvalet 2018. Ledamöterna tillträdde i samband med uppropet för den nya riksdagen den 24 september 2018. För ledamöter som avgått samt nya ledamöter under mandatperioden, se rubriken Ledamöter som avgått samt nya ledamöter. Ersättare som tjänstgjort i stället för lediga ledamöter listas under rubriken Ersättare.
| Plats | Ledamot                       | Parti | Parti               | Valkrets                     |
| ----- | ----------------------------- | ----- | ------------------- | ---------------------------- |
| 229   | Ann-Sofie Alm                 |       | Moderaterna         | Västra Götalands läns norra  |
| 142   | Erik Andersson                |       | Moderaterna         | Stockholms län               |
| 12    | Jan R. Andersson              |       | Moderaterna         | Kalmar län                   |
| 212   | Alexandra Anstrell            |       | Moderaterna         | Stockholms län               |
| 4     | Beatrice Ask                  |       | Moderaterna         | Stockholms kommun            |
| 244   | Kristina Axén Olin            |       | Moderaterna         | Stockholms kommun            |
| 84    | Hanif Bali                    |       | Moderaterna         | Stockholms län               |
| 275   | Lars Beckman                  |       | Moderaterna         | Gävleborgs län               |
| 322   | Erik Bengtzboe                |       | Moderaterna         | Södermanlands län            |
| 268   | Sten Bergheden                |       | Moderaterna         | Västra Götalands läns östra  |
| 166   | Jörgen Berglund               |       | Moderaterna         | Västernorrlands län          |
| 123   | Tobias Billström              |       | Moderaterna         | Malmö kommun                 |
| 202   | Elisabeth Björnsdotter Rahm   |       | Moderaterna         | Västerbottens län            |
| 201   | Carl-Oskar Bohlin             |       | Moderaterna         | Dalarnas län                 |
| 183   | Helena Bouveng                |       | Moderaterna         | Jönköpings län               |
| 121   | Katarina Brännström           |       | Moderaterna         | Kronobergs län               |
| 25    | Margareta Cederfelt           |       | Moderaterna         | Stockholms kommun            |
| 104   | Åsa Coenraads                 |       | Moderaterna         | Västmanlands län             |
| 175   | Ida Drougge                   |       | Moderaterna         | Stockholms län               |
| 36    | Annicka Engblom               |       | Moderaterna         | Blekinge län                 |
| 7     | Karin Enström                 |       | Moderaterna         | Stockholms län               |
| 20    | Jan Ericson                   |       | Moderaterna         | Västra Götalands läns södra  |
| 286   | Lotta Finstorp                |       | Moderaterna         | Södermanlands län            |
| 81    | Johan Forssell                |       | Moderaterna         | Stockholms kommun            |
| 255   | Mats Green                    |       | Moderaterna         | Jönköpings län               |
| 223   | Ann-Charlotte Hammar Johnsson |       | Moderaterna         | Skåne läns västra            |
| 16    | Anders Hansson                |       | Moderaterna         | Skåne läns södra             |
| 295   | Ulrika Heindorff              |       | Moderaterna         | Skåne läns västra            |
| 128   | Lars Hjälmered                |       | Moderaterna         | Göteborgs kommun             |
| 130   | Johan Hultberg                |       | Moderaterna         | Västra Götalands läns norra  |
| 227   | Marie-Louise Hänel Sandström  |       | Moderaterna         | Göteborgs kommun             |
| 213   | Kjell Jansson                 |       | Moderaterna         | Stockholms län               |
| 103   | Pål Jonson                    |       | Moderaterna         | Värmlands län                |
| 298   | David Josefsson               |       | Moderaterna         | Göteborgs kommun             |
| 266   | Ellen Juntti                  |       | Moderaterna         | Västra Götalands läns västra |
| 97    | Ulrika Jörgensen              |       | Moderaterna         | Hallands län                 |
| 314   | Arin Karapet                  |       | Moderaterna         | Stockholms kommun            |
| 348   | Mattias Karlsson              |       | Moderaterna         | Norrbottens län              |
| 50    | Ulf Kristersson               |       | Moderaterna         | Stockholms kommun            |
| 132   | Marléne Lund Kopparklint      |       | Moderaterna         | Värmlands län                |
| 10    | Betty Malmberg                |       | Moderaterna         | Östergötlands län            |
| 297   | Maria Malmer Stenergard       |       | Moderaterna         | Skåne läns norra och östra   |
| 320   | Josefin Malmqvist             |       | Moderaterna         | Stockholms län               |
| 257   | Noria Manouchi                |       | Moderaterna         | Malmö kommun                 |
| 222   | Louise Meijer                 |       | Moderaterna         | Skåne läns södra             |
| 31    | Andreas Norlén                |       | Moderaterna         | Östergötlands län            |
| 86    | Marta Obminska                |       | Moderaterna         | Uppsala län                  |
| 270   | Lotta Olsson                  |       | Moderaterna         | Örebro län                   |
| 211   | Erik Ottoson                  |       | Moderaterna         | Stockholms län               |
| 74    | Jessica Polfjärd              |       | Moderaterna         | Västmanlands län             |
| 68    | Lars Püss                     |       | Moderaterna         | Hallands län                 |
| 49    | Saila Quicklund               |       | Moderaterna         | Jämtlands län                |
| 169   | Edward Riedl                  |       | Moderaterna         | Västerbottens län            |
| 141   | Jessica Rosencrantz           |       | Moderaterna         | Stockholms kommun            |
| 57    | Jessika Roswall               |       | Moderaterna         | Uppsala län                  |
| 99    | Hans Rothenberg               |       | Moderaterna         | Göteborgs kommun             |
| 113   | Maria Stockhaus               |       | Moderaterna         | Stockholms län               |
| 198   | Elisabeth Svantesson          |       | Moderaterna         | Örebro län                   |
| 42    | Cecilie Tenfjord-Toftby       |       | Moderaterna         | Västra Götalands läns södra  |
| 53    | Tomas Tobé                    |       | Moderaterna         | Stockholms län               |
| 189   | Hans Wallmark                 |       | Moderaterna         | Skåne läns norra och östra   |
| 267   | Camilla Waltersson Grönvall   |       | Moderaterna         | Västra Götalands läns västra |
| 66    | Jörgen Warborn                |       | Moderaterna         | Hallands län                 |
| 217   | John E. Weinerhall            |       | Moderaterna         | Östergötlands län            |
| 336   | Sofia Westergren              |       | Moderaterna         | Västra Götalands läns västra |
| 197   | Cecilia Widegren              |       | Moderaterna         | Västra Götalands läns östra  |
| 144   | Niklas Wykman                 |       | Moderaterna         | Stockholms län               |
| 347   | Viktor Wärnick                |       | Moderaterna         | Gävleborgs län               |
| 38    | Boriana Åberg                 |       | Moderaterna         | Skåne läns södra             |
| 236   | Ann-Britt Åsebol              |       | Moderaterna         | Dalarnas län                 |
| 285   | Alireza Akhondi               |       | Centerpartiet       | Stockholms län               |
| 46    | Daniel Bäckström              |       | Centerpartiet       | Värmlands län                |
| 330   | Jonny Cato                    |       | Centerpartiet       | Skåne läns västra            |
| 194   | Fredrik Christensson          |       | Centerpartiet       | Västra Götalands läns norra  |
| 216   | Magnus Ek                     |       | Centerpartiet       | Östergötlands län            |
| 90    | Eskil Erlandsson              |       | Centerpartiet       | Kronobergs län               |
| 172   | Johan Hedin                   |       | Centerpartiet       | Stockholms kommun            |
| 233   | Ulrika Heie                   |       | Centerpartiet       | Västra Götalands läns östra  |
| 309   | Peter Helander                |       | Centerpartiet       | Dalarnas län                 |
| 325   | Martina Johansson             |       | Centerpartiet       | Södermanlands län            |
| 39    | Ola Johansson                 |       | Centerpartiet       | Hallands län                 |
| 239   | Anders W. Jonsson             |       | Centerpartiet       | Gävleborgs län               |
| 206   | Johanna Jönsson               |       | Centerpartiet       | Stockholms kommun            |
| 136   | Emil Källström                |       | Centerpartiet       | Västernorrlands län          |
| 101   | Mikael Larsson                |       | Centerpartiet       | Västra Götalands läns södra  |
| 168   | Helena Lindahl                |       | Centerpartiet       | Västerbottens län            |
| 29    | Per Lodenius                  |       | Centerpartiet       | Stockholms län               |
| 3     | Kerstin Lundgren              |       | Centerpartiet       | Stockholms län               |
| 218   | Annie Lööf                    |       | Centerpartiet       | Jönköpings län               |
| 349   | Linda Modig                   |       | Centerpartiet       | Norrbottens län              |
| 333   | Sofia Nilsson                 |       | Centerpartiet       | Skåne läns norra och östra   |
| 157   | Rickard Nordin                |       | Centerpartiet       | Göteborgs kommun             |
| 221   | Niels Paarup-Petersen         |       | Centerpartiet       | Malmö kommun                 |
| 228   | Annika Qarlsson               |       | Centerpartiet       | Västra Götalands läns västra |
| 14    | Lars Thomsson                 |       | Centerpartiet       | Gotlands län                 |
| 306   | Helena Vilhelmsson            |       | Centerpartiet       | Örebro län                   |
| 124   | Kristina Yngwe                |       | Centerpartiet       | Skåne läns södra             |
| 30    | Solveig Zander                |       | Centerpartiet       | Uppsala län                  |
| 278   | Martin Ådahl                  |       | Centerpartiet       | Stockholms kommun            |
| 11    | Anders Åkesson                |       | Centerpartiet       | Kalmar län                   |
| 48    | Per Åsling                    |       | Centerpartiet       | Jämtlands län                |
| 112   | Maria Arnholm                 |       | Liberalerna         | Stockholms län               |
| 242   | Gulan Avci                    |       | Liberalerna         | Stockholms kommun            |
| 28    | Jan Björklund                 |       | Liberalerna         | Stockholms län               |
| 149   | Juno Blom                     |       | Liberalerna         | Östergötlands län            |
| 219   | Emma Carlsson Löfdahl         |       | Liberalerna         | Jönköpings län               |
| 41    | Bengt Eliasson                |       | Liberalerna         | Hallands län                 |
| 317   | Joar Forssell                 |       | Liberalerna         | Stockholms kommun            |
| 302   | Helena Gellerman              |       | Liberalerna         | Västra Götalands läns västra |
| 75    | Roger Haddad                  |       | Liberalerna         | Västmanlands län             |
| 191   | Robert Hannah                 |       | Liberalerna         | Göteborgs kommun             |
| 51    | Fredrik Malm                  |       | Liberalerna         | Stockholms kommun            |
| 262   | Maria Nilsson                 |       | Liberalerna         | Göteborgs kommun             |
| 179   | Lina Nordquist                |       | Liberalerna         | Uppsala län                  |
| 188   | Christer Nylander             |       | Liberalerna         | Skåne läns norra och östra   |
| 163   | Johan Pehrson                 |       | Liberalerna         | Örebro län                   |
| 95    | Mats Persson                  |       | Liberalerna         | Skåne läns södra             |
| 259   | Torkild Strandberg            |       | Liberalerna         | Skåne läns västra            |
| 162   | Arman Teimouri                |       | Liberalerna         | Värmlands län                |
| 6     | Barbro Westerholm             |       | Liberalerna         | Stockholms län               |
| 122   | Allan Widman                  |       | Liberalerna         | Malmö kommun                 |
| 344   | Lars Adaktusson               |       | Kristdemokraterna   | Dalarnas län                 |
| 294   | Michael Anefur                |       | Kristdemokraterna   | Skåne läns västra            |
| 291   | Acko Ankarberg Johansson      |       | Kristdemokraterna   | Jönköpings län               |
| 284   | Camilla Brodin                |       | Kristdemokraterna   | Stockholms län               |
| 340   | Ebba Busch                    |       | Kristdemokraterna   | Västra Götalands läns östra  |
| 254   | Andreas Carlson               |       | Kristdemokraterna   | Jönköpings län               |
| 94    | Sofia Damm                    |       | Kristdemokraterna   | Skåne läns södra             |
| 307   | Hans Eklind                   |       | Kristdemokraterna   | Örebro län                   |
| 85    | Jakob Forssmed                |       | Kristdemokraterna   | Stockholms län               |
| 299   | Hampus Hagman                 |       | Kristdemokraterna   | Göteborgs kommun             |
| 82    | Robert Halef                  |       | Kristdemokraterna   | Stockholms län               |
| 131   | Magnus Jacobsson              |       | Kristdemokraterna   | Västra Götalands läns norra  |
| 70    | Ingemar Kihlström             |       | Kristdemokraterna   | Västra Götalands läns södra  |
| 91    | Jimmy Loord                   |       | Kristdemokraterna   | Kalmar län                   |
| 59    | Magnus Oscarsson              |       | Kristdemokraterna   | Östergötlands län            |
| 8     | Mikael Oscarsson              |       | Kristdemokraterna   | Uppsala län                  |
| 133   | Kjell-Arne Ottosson           |       | Kristdemokraterna   | Värmlands län                |
| 156   | Tuve Skånberg                 |       | Kristdemokraterna   | Skåne läns norra och östra   |
| 324   | Pia Steensland                |       | Kristdemokraterna   | Södermanlands län            |
| 111   | Caroline Szyber               |       | Kristdemokraterna   | Stockholms kommun            |
| 67    | Larry Söder                   |       | Kristdemokraterna   | Hallands län                 |
| 265   | Roland Utbult                 |       | Kristdemokraterna   | Västra Götalands läns västra |
| 19    | Ann-Christin Ahlberg          |       | Socialdemokraterna  | Västra Götalands läns södra  |
| 32    | Johan Andersson               |       | Socialdemokraterna  | Östergötlands län            |
| 114   | Magdalena Andersson           |       | Socialdemokraterna  | Stockholms län               |
| 52    | Ibrahim Baylan                |       | Socialdemokraterna  | Stockholms län               |
| 342   | Denis Begic                   |       | Socialdemokraterna  | Örebro län                   |
| 232   | Patrik Björck                 |       | Socialdemokraterna  | Västra Götalands läns östra  |
| 93    | Heléne Björklund              |       | Socialdemokraterna  | Blekinge län                 |
| 293   | Yasmine Bladelius             |       | Socialdemokraterna  | Skåne läns västra            |
| 241   | Sven-Erik Bucht               |       | Socialdemokraterna  | Norrbottens län              |
| 178   | Marlene Burwick               |       | Socialdemokraterna  | Uppsala län                  |
| 190   | Johan Büser                   |       | Socialdemokraterna  | Göteborgs kommun             |
| 98    | Gunilla Carlsson              |       | Socialdemokraterna  | Göteborgs kommun             |
| 118   | Teresa Carvalho               |       | Socialdemokraterna  | Östergötlands län            |
| 73    | Mikael Dahlqvist              |       | Socialdemokraterna  | Värmlands län                |
| 26    | Mikael Damberg                |       | Socialdemokraterna  | Stockholms län               |
| 40    | Adnan Dibrani                 |       | Socialdemokraterna  | Hallands län                 |
| 251   | Hans Ekström                  |       | Socialdemokraterna  | Södermanlands län            |
| 184   | Jamal El-Haj                  |       | Socialdemokraterna  | Malmö kommun                 |
| 120   | Tomas Eneroth                 |       | Socialdemokraterna  | Kronobergs län               |
| 308   | Patrik Engström               |       | Socialdemokraterna  | Dalarnas län                 |
| 134   | Åsa Eriksson                  |       | Socialdemokraterna  | Västmanlands län             |
| 164   | Matilda Ernkrans              |       | Socialdemokraterna  | Örebro län                   |
| 304   | Erik Ezelius                  |       | Socialdemokraterna  | Västra Götalands läns östra  |
| 339   | Aylin Fazelian                |       | Socialdemokraterna  | Västra Götalands läns västra |
| 264   | Kenneth G. Forslund           |       | Socialdemokraterna  | Västra Götalands läns västra |
| 139   | Isak From                     |       | Socialdemokraterna  | Västerbottens län            |
| 125   | Marianne Fundahn              |       | Socialdemokraterna  | Skåne läns södra             |
| 182   | Monica Haider                 |       | Socialdemokraterna  | Kronobergs län               |
| 33    | Lena Hallengren               |       | Socialdemokraterna  | Kalmar län                   |
| 288   | Johanna Haraldsson            |       | Socialdemokraterna  | Jönköpings län               |
| 100   | Jörgen Hellman                |       | Socialdemokraterna  | Västra Götalands läns norra  |
| 248   | Helene Hellmark Knutsson      |       | Socialdemokraterna  | Stockholms län               |
| 250   | Caroline Helmersson Olsson    |       | Socialdemokraterna  | Södermanlands län            |
| 17    | Hans Hoff                     |       | Socialdemokraterna  | Hallands län                 |
| 160   | Paula Holmqvist               |       | Socialdemokraterna  | Västra Götalands läns norra  |
| 200   | Peter Hultqvist               |       | Socialdemokraterna  | Dalarnas län                 |
| 260   | Per-Arne Håkansson            |       | Socialdemokraterna  | Skåne läns norra och östra   |
| 158   | Anna Johansson                |       | Socialdemokraterna  | Göteborgs kommun             |
| 15    | Morgan Johansson              |       | Socialdemokraterna  | Skåne läns södra             |
| 24    | Ylva Johansson                |       | Socialdemokraterna  | Stockholms kommun            |
| 129   | Mattias Jonsson               |       | Socialdemokraterna  | Göteborgs kommun             |
| 337   | Joakim Järrebring             |       | Socialdemokraterna  | Västra Götalands läns västra |
| 312   | Ida Karkiainen                |       | Socialdemokraterna  | Norrbottens län              |
| 224   | Annelie Karlsson              |       | Socialdemokraterna  | Skåne läns norra och östra   |
| 292   | Niklas Karlsson               |       | Socialdemokraterna  | Skåne läns västra            |
| 205   | Åsa Karlsson                  |       | Socialdemokraterna  | Västerbottens län            |
| 280   | Kadir Kasirga                 |       | Socialdemokraterna  | Stockholms kommun            |
| 61    | Tomas Kronståhl               |       | Socialdemokraterna  | Kalmar län                   |
| 177   | Serkan Köse                   |       | Socialdemokraterna  | Stockholms län               |
| 243   | Dag Larsson                   |       | Socialdemokraterna  | Stockholms kommun            |
| 92    | Hillevi Larsson               |       | Socialdemokraterna  | Malmö kommun                 |
| 21    | Lars Mejern Larsson           |       | Socialdemokraterna  | Värmlands län                |
| 167   | Malin Larsson                 |       | Socialdemokraterna  | Västernorrlands län          |
| 64    | Rikard Larsson                |       | Socialdemokraterna  | Skåne läns södra             |
| 117   | Sanne Lennström               |       | Socialdemokraterna  | Uppsala län                  |
| 170   | Teres Lindberg                |       | Socialdemokraterna  | Stockholms kommun            |
| 1     | Åsa Lindestam                 |       | Socialdemokraterna  | Gävleborgs län               |
| 119   | Eva Lindh                     |       | Socialdemokraterna  | Östergötlands län            |
| 274   | Elin Lundgren                 |       | Socialdemokraterna  | Gävleborgs län               |
| 240   | Fredrik Lundh Sammeli         |       | Socialdemokraterna  | Norrbottens län              |
| 311   | Patrik Lundqvist              |       | Socialdemokraterna  | Gävleborgs län               |
| 43    | Petter Löberg                 |       | Socialdemokraterna  | Västra Götalands läns södra  |
| 9     | Johan Löfstrand               |       | Socialdemokraterna  | Östergötlands län            |
| 137   | Stefan Löfven                 |       | Socialdemokraterna  | Västernorrlands län          |
| 62    | Magnus Manhammar              |       | Socialdemokraterna  | Blekinge län                 |
| 329   | Ola Möller                    |       | Socialdemokraterna  | Skåne läns västra            |
| 35    | Laila Naraghi                 |       | Socialdemokraterna  | Kalmar län                   |
| 56    | Pyry Niemi                    |       | Socialdemokraterna  | Uppsala län                  |
| 76    | Ingemar Nilsson               |       | Socialdemokraterna  | Västernorrlands län          |
| 18    | Jennie Nilsson                |       | Socialdemokraterna  | Hallands län                 |
| 77    | Kristina Nilsson              |       | Socialdemokraterna  | Västernorrlands län          |
| 23    | Pia Nilsson                   |       | Socialdemokraterna  | Västmanlands län             |
| 55    | Ingela Nylund Watz            |       | Socialdemokraterna  | Stockholms län               |
| 115   | Leif Nysmed                   |       | Socialdemokraterna  | Stockholms län               |
| 196   | Carina Ohlsson                |       | Socialdemokraterna  | Västra Götalands läns östra  |
| 215   | Fredrik Olovsson              |       | Socialdemokraterna  | Södermanlands län            |
| 79    | Kalle Olsson                  |       | Socialdemokraterna  | Jämtlands län                |
| 88    | Mattias Ottosson              |       | Socialdemokraterna  | Östergötlands län            |
| 252   | Peter Persson                 |       | Socialdemokraterna  | Jönköpings län               |
| 109   | Helén Pettersson              |       | Socialdemokraterna  | Västerbottens län            |
| 208   | Lawen Redar                   |       | Socialdemokraterna  | Stockholms kommun            |
| 343   | Lena Rådström Baastad         |       | Socialdemokraterna  | Örebro län                   |
| 220   | Joakim Sandell                |       | Socialdemokraterna  | Malmö kommun                 |
| 87    | Ardalan Shekarabi             |       | Socialdemokraterna  | Uppsala län                  |
| 281   | Annika Strandhäll             |       | Socialdemokraterna  | Stockholms kommun            |
| 237   | Maria Strömkvist              |       | Socialdemokraterna  | Dalarnas län                 |
| 22    | Gunilla Svantorp              |       | Socialdemokraterna  | Värmlands län                |
| 78    | Anna-Caren Sätherberg         |       | Socialdemokraterna  | Jämtlands län                |
| 210   | Mathias Tegnér                |       | Socialdemokraterna  | Stockholms län               |
| 47    | Olle Thorell                  |       | Socialdemokraterna  | Västmanlands län             |
| 277   | Emilia Töyrä                  |       | Socialdemokraterna  | Norrbottens län              |
| 174   | Alexandra Völker              |       | Socialdemokraterna  | Stockholms län               |
| 332   | Anna Wallentheim              |       | Socialdemokraterna  | Skåne läns norra och östra   |
| 13    | Hanna Westerén                |       | Socialdemokraterna  | Gotlands län                 |
| 143   | Åsa Westlund                  |       | Socialdemokraterna  | Stockholms län               |
| 203   | Björn Wiechel                 |       | Socialdemokraterna  | Västerbottens län            |
| 195   | Mats Wiking                   |       | Socialdemokraterna  | Västra Götalands läns norra  |
| 5     | Anders Ygeman                 |       | Socialdemokraterna  | Stockholms kommun            |
| 290   | Carina Ödebrink               |       | Socialdemokraterna  | Jönköpings län               |
| 209   | Anders Österberg              |       | Socialdemokraterna  | Stockholms kommun            |
| 238   | Ulla Andersson                |       | Vänsterpartiet      | Gävleborgs län               |
| 207   | Nooshi Dadgostar              |       | Vänsterpartiet      | Stockholms kommun            |
| 282   | Lorena Delgado Varas          |       | Vänsterpartiet      | Stockholms län               |
| 171   | Ali Esbati                    |       | Vänsterpartiet      | Stockholms kommun            |
| 318   | Ida Gabrielsson               |       | Vänsterpartiet      | Stockholms län               |
| 155   | Hanna Gunnarsson              |       | Vänsterpartiet      | Skåne läns södra             |
| 335   | Tony Haddou                   |       | Vänsterpartiet      | Göteborgs kommun             |
| 110   | Jens Holm                     |       | Vänsterpartiet      | Stockholms kommun            |
| 106   | Christina Höj Larsen          |       | Vänsterpartiet      | Västernorrlands län          |
| 185   | Momodou Malcolm Jallow        |       | Vänsterpartiet      | Malmö kommun                 |
| 2     | Lotta Johnsson Fornarve       |       | Vänsterpartiet      | Södermanlands län            |
| 54    | Amineh Kakabaveh              |       | Vänsterpartiet      | Stockholms län               |
| 159   | Maj Karlsson                  |       | Vänsterpartiet      | Göteborgs kommun             |
| 276   | Birger Lahti                  |       | Vänsterpartiet      | Norrbottens län              |
| 193   | Yasmine Posio                 |       | Vänsterpartiet      | Göteborgs kommun             |
| 273   | Daniel Riazat                 |       | Vänsterpartiet      | Dalarnas län                 |
| 173   | Karin Rågsjö                  |       | Vänsterpartiet      | Stockholms kommun            |
| 231   | Elin Segerlind                |       | Vänsterpartiet      | Västra Götalands läns norra  |
| 138   | Jonas Sjöstedt                |       | Vänsterpartiet      | Västerbottens län            |
| 102   | Håkan Svenneling              |       | Vänsterpartiet      | Värmlands län                |
| 199   | Mia Sydow Mölleby             |       | Vänsterpartiet      | Örebro län                   |
| 146   | Ilona Szatmári Waldau         |       | Vänsterpartiet      | Uppsala län                  |
| 127   | Jon Thorbjörnson              |       | Vänsterpartiet      | Hallands län                 |
| 305   | Jessica Thunander             |       | Vänsterpartiet      | Västra Götalands läns östra  |
| 135   | Vasiliki Tsouplaki            |       | Vänsterpartiet      | Västmanlands län             |
| 326   | Ciczie Weidby                 |       | Vänsterpartiet      | Jönköpings län               |
| 89    | Linda Westerlund Snecker      |       | Vänsterpartiet      | Östergötlands län            |
| 338   | Jessica Wetterling            |       | Vänsterpartiet      | Västra Götalands läns västra |
| 334   | Leila Ali Elmi                |       | Miljöpartiet        | Göteborgs kommun             |
| 300   | Janine Alm Ericson            |       | Miljöpartiet        | Västra Götalands läns västra |
| 249   | Alice Bah Kuhnke              |       | Miljöpartiet        | Stockholms län               |
| 186   | Emma Berginger                |       | Miljöpartiet        | Skåne läns södra             |
| 80    | Per Bolund                    |       | Miljöpartiet        | Stockholms kommun            |
| 234   | Jonas Eriksson                |       | Miljöpartiet        | Örebro län                   |
| 69    | Elisabeth Falkhaven           |       | Miljöpartiet        | Hallands län                 |
| 140   | Maria Ferm                    |       | Miljöpartiet        | Stockholms kommun            |
| 27    | Gustav Fridolin               |       | Miljöpartiet        | Stockholms län               |
| 147   | Maria Gardfjell               |       | Miljöpartiet        | Uppsala län                  |
| 289   | Emma Hult                     |       | Miljöpartiet        | Jönköpings län               |
| 181   | Rebecka Le Moine              |       | Miljöpartiet        | Östergötlands län            |
| 153   | Rasmus Ling                   |       | Miljöpartiet        | Malmö kommun                 |
| 245   | Isabella Lövin                |       | Miljöpartiet        | Stockholms kommun            |
| 226   | Anna Sibinska                 |       | Miljöpartiet        | Göteborgs kommun             |
| 283   | Karolina Skog                 |       | Miljöpartiet        | Stockholms län               |
| 180   | Jonas Andersson i Linghem     |       | Sverigedemokraterna | Östergötlands län            |
| 204   | Jonas Andersson i Skellefteå  |       | Sverigedemokraterna | Västerbottens län            |
| 154   | Lars Andersson                |       | Sverigedemokraterna | Skåne läns södra             |
| 341   | Tobias Andersson              |       | Sverigedemokraterna | Västra Götalands läns östra  |
| 187   | Clara Aranda                  |       | Sverigedemokraterna | Skåne läns södra             |
| 319   | Ludvig Aspling                |       | Sverigedemokraterna | Stockholms län               |
| 63    | Angelika Bengtsson            |       | Sverigedemokraterna | Blekinge län                 |
| 116   | Paula Bieler                  |       | Sverigedemokraterna | Uppsala län                  |
| 247   | Bo Broman                     |       | Sverigedemokraterna | Stockholms län               |
| 34    | Mattias Bäckström Johansson   |       | Sverigedemokraterna | Kalmar län                   |
| 263   | Alexander Christiansson       |       | Sverigedemokraterna | Göteborgs kommun             |
| 192   | Dennis Dioukarev              |       | Sverigedemokraterna | Göteborgs kommun             |
| 96    | Staffan Eklöf                 |       | Sverigedemokraterna | Hallands län                 |
| 301   | Aron Emilsson                 |       | Sverigedemokraterna | Västra Götalands läns västra |
| 230   | Matheus Enholm                |       | Sverigedemokraterna | Västra Götalands läns norra  |
| 316   | Yasmine Eriksson              |       | Sverigedemokraterna | Stockholms kommun            |
| 296   | Mikael Eskilandersson         |       | Sverigedemokraterna | Skåne läns norra och östra   |
| 72    | Runar Filper                  |       | Sverigedemokraterna | Värmlands län                |
| 269   | Josef Fransson                |       | Sverigedemokraterna | Västra Götalands läns östra  |
| 165   | Ann-Christine From Utterstedt |       | Sverigedemokraterna | Västmanlands län             |
| 256   | Sara Gille                    |       | Sverigedemokraterna | Malmö kommun                 |
| 148   | Jörgen Grubb                  |       | Sverigedemokraterna | Östergötlands län            |
| 310   | Roger Hedlund                 |       | Sverigedemokraterna | Gävleborgs län               |
| 331   | Ebba Hermansson               |       | Sverigedemokraterna | Skåne läns västra            |
| 37    | Richard Jomshof               |       | Sverigedemokraterna | Blekinge län                 |
| 44    | Patrik Jönsson                |       | Sverigedemokraterna | Västra Götalands läns södra  |
| 151   | Mattias Karlsson              |       | Sverigedemokraterna | Kronobergs län               |
| 145   | Martin Kinnunen               |       | Sverigedemokraterna | Stockholms län               |
| 83    | Julia Kronlid                 |       | Sverigedemokraterna | Stockholms län               |
| 321   | Fredrik Lindahl               |       | Sverigedemokraterna | Stockholms län               |
| 328   | Linda Lindberg                |       | Sverigedemokraterna | Skåne läns västra            |
| 327   | Angelica Lundberg             |       | Sverigedemokraterna | Jönköpings län               |
| 235   | David Lång                    |       | Sverigedemokraterna | Örebro län                   |
| 287   | Adam Marttinen                |       | Sverigedemokraterna | Södermanlands län            |
| 271   | Jonas Millard                 |       | Sverigedemokraterna | Örebro län                   |
| 346   | Thomas Morell                 |       | Sverigedemokraterna | Gävleborgs län               |
| 345   | Mats Nordberg                 |       | Sverigedemokraterna | Dalarnas län                 |
| 71    | Caroline Nordengrip           |       | Sverigedemokraterna | Västra Götalands läns södra  |
| 279   | Katja Nyberg                  |       | Sverigedemokraterna | Stockholms kommun            |
| 60    | Anne Oskarsson                |       | Sverigedemokraterna | Kalmar län                   |
| 313   | Eric Palmqvist                |       | Sverigedemokraterna | Norrbottens län              |
| 272   | Magnus Persson                |       | Sverigedemokraterna | Dalarnas län                 |
| 303   | Charlotte Quensel             |       | Sverigedemokraterna | Västra Götalands läns västra |
| 152   | Per Ramhorn                   |       | Sverigedemokraterna | Malmö kommun                 |
| 45    | Patrick Reslow                |       | Sverigedemokraterna | Värmlands län                |
| 323   | Roger Richthoff               |       | Sverigedemokraterna | Södermanlands län            |
| 214   | Michael Rubbestad             |       | Sverigedemokraterna | Uppsala län                  |
| 105   | Oscar Sjöstedt                |       | Sverigedemokraterna | Västmanlands län             |
| 107   | Johnny Skalin                 |       | Sverigedemokraterna | Västernorrlands län          |
| 176   | Robert Stenkvist              |       | Sverigedemokraterna | Stockholms län               |
| 246   | Mikael Strandman              |       | Sverigedemokraterna | Stockholms län               |
| 161   | Jimmy Ståhl                   |       | Sverigedemokraterna | Västra Götalands läns norra  |
| 258   | Carina Ståhl Herrstedt        |       | Sverigedemokraterna | Skåne läns västra            |
| 108   | Cassandra Sundin              |       | Sverigedemokraterna | Jämtlands län                |
| 150   | Sven-Olof Sällström           |       | Sverigedemokraterna | Kronobergs län               |
| 225   | Björn Söder                   |       | Sverigedemokraterna | Skåne läns norra och östra   |
| 261   | Christina Tapper Östberg      |       | Sverigedemokraterna | Skåne läns norra och östra   |
| 315   | Henrik Vinge                  |       | Sverigedemokraterna | Stockholms kommun            |
| 126   | Eric Westroth                 |       | Sverigedemokraterna | Hallands län                 |
| 58    | Markus Wiechel                |       | Sverigedemokraterna | Östergötlands län            |
| 65    | Jennie Åfeldt                 |       | Sverigedemokraterna | Skåne läns södra             |
| 253   | Jimmie Åkesson                |       | Sverigedemokraterna | Jönköpings län               |

## Ledamöter som avgått samt nya ledamöter
Nedan listas ledamöter som avgått samt nya ledamöter under mandatperioden.
| Plats | Avgången ledamot         | Tillträdde        | Avgick            | Parti | Parti               | Valkrets                    | Ny ledamot               |
| ----- | ------------------------ | ----------------- | ----------------- | ----- | ------------------- | --------------------------- | ------------------------ |
| 111   | Caroline Szyber          | 24 september 2018 | 24 september 2018 |       | Kristdemokraterna   | Stockholms kommun           | Désirée Pethrus          |
| 259   | Torkild Strandberg       | 24 september 2018 | 25 september 2018 |       | Liberalerna         | Skåne läns västra           | Tina Acketoft            |
| 142   | Erik Andersson           | 24 september 2018 | 11 november 2018  |       | Moderaterna         | Stockholms län              | Magdalena Schröder       |
| 241   | Sven-Erik Bucht          | 24 september 2018 | 30 januari 2019   |       | Socialdemokraterna  | Norrbottens län             | Linus Sköld              |
| 271   | Jonas Millard            | 24 september 2018 | 31 januari 2019   |       | Sverigedemokraterna | Örebro län                  | Per Söderlund            |
| 90    | Eskil Erlandsson         | 24 september 2018 | 12 mars 2019      |       | Centerpartiet       | Kronobergs län              | Per Schöldberg           |
| 91    | Jimmy Loord              | 24 september 2018 | 31 mars 2019      |       | Kristdemokraterna   | Kalmar län                  | Gudrun Brunegård         |
| 322   | Erik Bengtzboe           | 24 september 2018 | 26 april 2019     |       | Moderaterna         | Södermanlands län           | Jari Puustinen           |
| 322   | Jari Puustinen           | 26 april 2019     | 2 maj 2019        |       | Moderaterna         | Södermanlands län           | Ann-Sofie Lifvenhage     |
| 249   | Alice Bah Kuhnke         | 24 september 2018 | 18 juni 2019      |       | Miljöpartiet        | Stockholms län              | Annika Hirvonen          |
| 66    | Jörgen Warborn           | 24 september 2018 | 1 juli 2019       |       | Moderaterna         | Hallands län                | Helena Storckenfeldt     |
| 74    | Jessica Polfjärd         | 24 september 2018 | 1 juli 2019       |       | Moderaterna         | Västmanlands län            | Mikael Damsgaard         |
| 53    | Tomas Tobé               | 24 september 2018 | 1 juli 2019       |       | Moderaterna         | Stockholms län              | Fredrik Schulte          |
| 24    | Ylva Johansson           | 24 september 2018 | 5 september 2019  |       | Socialdemokraterna  | Stockholms kommun           | Thomas Hammarberg        |
| 27    | Gustav Fridolin          | 24 september 2018 | 30 september 2019 |       | Miljöpartiet        | Stockholms län              | Amanda Palmstierna       |
| 28    | Jan Björklund            | 24 september 2018 | 31 oktober 2019   |       | Liberalerna         | Stockholms län              | Nina Lundström           |
| 234   | Jonas Eriksson           | 24 september 2018 | 3 november 2019   |       | Miljöpartiet        | Örebro län                  | Camilla Hansén           |
| 4     | Beatrice Ask             | 24 september 2018 | 31 december 2019  |       | Moderaterna         | Stockholms kommun           | Lars Jilmstad            |
| 112   | Maria Arnholm            | 24 september 2018 | 31 januari 2020   |       | Liberalerna         | Stockholms län              | Malin Danielsson         |
| 116   | Paula Bieler             | 24 september 2018 | 28 februari 2020  |       | Sverigedemokraterna | Uppsala län                 | David Perez              |
| 280   | Kadir Kasirga            | 24 september 2018 | 8 mars 2020       |       | Socialdemokraterna  | Stockholms kommun           | Sultan Kayhan            |
| 248   | Helene Hellmark Knutsson | 24 september 2018 | 31 juli 2020      |       | Socialdemokraterna  | Stockholms län              | Anna Vikström            |
| 252   | Peter Persson            | 24 september 2018 | 31 augusti 2020   |       | Socialdemokraterna  | Jönköpings län              | Thomas Strand            |
| 252   | Thomas Strand            | 1 september 2020  | 1 september 2020  |       | Socialdemokraterna  | Jönköpings län              | Diana Laitinen Carlsson  |
| 138   | Jonas Sjöstedt           | 24 september 2018 | 3 november 2020   |       | Vänsterpartiet      | Västerbottens län           | Gudrun Nordborg          |
| 30    | Solveig Zander           | 24 september 2018 | 31 december 2020  |       | Centerpartiet       | Uppsala län                 | Catarina Deremar         |
| 245   | Isabella Lövin           | 24 september 2018 | 31 januari 2021   |       | Miljöpartiet        | Stockholms kommun           | Lorentz Tovatt           |
| 286   | Lotta Finstorp           | 24 september 2018 | 31 januari 2021   |       | Moderaterna         | Södermanlands län           | Magnus Stuart            |
| 111   | Désirée Pethrus          | 24 september 2018 | 11 februari 2021  |       | Kristdemokraterna   | Stockholms kommun           | Christian Carlsson       |
| 219   | Emma Carlsson Löfdahl    | 24 september 2018 | 31 juli 2021      |       | Partilös            | Jönköpings län              | Jakob Olofsgård          |
| 76    | Ingemar Nilsson          | 24 september 2018 | 31 augusti 2021   |       | Socialdemokraterna  | Västernorrlands län         | Jasenko Omanović         |
| 206   | Johanna Jönsson          | 24 september 2018 | 2 september 2021  |       | Centerpartiet       | Stockholms kommun           | Malin Björk              |
| 343   | Lena Rådström Baastad    | 24 september 2018 | 2 september 2021  |       | Socialdemokraterna  | Örebro län                  | Daniel Andersson         |
| 136   | Emil Källström           | 24 september 2018 | 13 september 2021 |       | Centerpartiet       | Västernorrlands län         | Anne-Li Sjölund          |
| 29    | Per Lodenius             | 24 september 2018 | 30 september 2021 |       | Centerpartiet       | Stockholms län              | Aphram Melki             |
| 137   | Stefan Löfven            | 24 september 2018 | 16 november 2021  |       | Socialdemokraterna  | Västernorrlands län         | Anna-Belle Strömberg     |
| 331   | Ebba Hermansson          | 24 september 2018 | 16 december 2021  |       | Sverigedemokraterna | Skåne läns västra           | Pontus Andersson         |
| 308   | Patrik Engström          | 24 september 2018 | 9 januari 2022    |       | Socialdemokraterna  | Dalarnas län                | Roza Güclü Hedin         |
| 283   | Karolina Skog            | 24 september 2018 | 10 januari 2022   |       | Miljöpartiet        | Stockholms län              | Martin Marmgren          |
| 24    | Thomas Hammarberg        | 5 september 2019  | 31 januari 2022   |       | Socialdemokraterna  | Stockholms kommun           | Mattias Vepsä            |
| 53    | Fredrik Schulte          | 2 juli 2019       | 22 mars 2022      |       | Moderaterna         | Stockholms län              | Richard Herrey           |
| 243   | Dag Larsson              | 24 september 2018 | 7 juni 2022       |       | Socialdemokraterna  | Stockholms kommun           | Elsemarie Bjellqvist     |
| 100   | Jörgen Hellman           | 24 september 2018 | 10 juni 2022      |       | Socialdemokraterna  | Västra Götalands läns norra | Karin Engdahl            |
| 52    | Ibrahim Baylan           | 24 september 2018 | 28 juni 2022      |       | Socialdemokraterna  | Stockholms län              | Azadeh Rojhan Gustafsson |

## Ersättare
Nedan listas de ersättare som tjänstgjort för ordinarie ledamöter under mandatperioden.
| Plats | Ersättare                   | Tillträdde        | Avgick            | Parti | Parti               | Valkrets                     | Ordinarie ledamot        |
| ----- | --------------------------- | ----------------- | ----------------- | ----- | ------------------- | ---------------------------- | ------------------------ |
| 120   | ClasGöran Carlsson          | 24 september 2018 | 26 september 2022 |       | Socialdemokraterna  | Stockholms län               | Tomas Eneroth            |
| 15    | Elin Gustafsson             | 24 september 2018 | 26 september 2022 |       | Socialdemokraterna  | Skåne läns södra             | Morgan Johansson         |
| 200   | Roza Güclü Hedin            | 24 september 2018 | 9 januari 2022    |       | Socialdemokraterna  | Dalarnas län                 | Peter Hultqvist          |
| 24    | Thomas Hammarberg           | 24 september 2018 | 4 september 2019  |       | Socialdemokraterna  | Stockholms kommun            | Ylva Johansson           |
| 249   | Annika Hirvonen             | 24 september 2018 | 21 januari 2019   |       | Miljöpartiet        | Stockholms län               | Alice Bah Kuhnke         |
| 283   | Annica Hjerling             | 24 september 2018 | 21 januari 2019   |       | Miljöpartiet        | Stockholms län               | Karolina Skog            |
| 281   | Sultan Kayhan               | 24 september 2018 | 4 september 2019  |       | Socialdemokraterna  | Stockholms kommun            | Annika Strandhäll        |
| 87    | Gustaf Lantz                | 24 september 2018 | 23 augusti 2020   |       | Socialdemokraterna  | Uppsala län                  | Ardalan Shekarabi        |
| 80    | Åsa Lindhagen               | 24 september 2018 | 21 januari 2019   |       | Miljöpartiet        | Stockholms kommun            | Per Bolund               |
| 26    | Anders Lönnberg             | 24 september 2018 | 31 januari 2019   |       | Socialdemokraterna  | Stockholms län               | Mikael Damberg           |
| 137   | Jasenko Omanović            | 24 september 2018 | 31 augusti 2021   |       | Socialdemokraterna  | Västernorrlands län          | Stefan Löfven            |
| 27    | Amanda Palmstierna          | 24 september 2018 | 21 januari 2019   |       | Miljöpartiet        | Stockholms län               | Gustav Fridolin          |
| 33    | Björn Petersson             | 24 september 2018 | 26 september 2022 |       | Socialdemokraterna  | Kalmar län                   | Lena Hallengren          |
| 248   | Azadeh Rojhan Gustafsson    | 24 september 2018 | 21 januari 2019   |       | Socialdemokraterna  | Stockholms län               | Helene Hellmark Knutsson |
| 52    | Markus Selin                | 24 september 2018 | 21 januari 2019   |       | Socialdemokraterna  | Stockholms län               | Ibrahim Baylan           |
| 241   | Linus Sköld                 | 24 september 2018 | 21 januari 2019   |       | Socialdemokraterna  | Norrbottens län              | Sven-Erik Bucht          |
| 245   | Lorentz Tovatt              | 24 september 2018 | 31 januari 2021   |       | Miljöpartiet        | Stockholms kommun            | Isabella Lövin           |
| 114   | Anna Vikström               | 24 september 2018 | 31 juli 2020      |       | Socialdemokraterna  | Stockholms län               | Magdalena Andersson      |
| 31    | John Widegren               | 24 september 2018 | 26 september 2022 |       | Moderaterna         | Östergötlands län            | Andreas Norlén           |
| 111   | Christian Carlsson          | 24 september 2018 | 31 december 2018  |       | Kristdemokraterna   | Stockholms kommun            | Désirée Pethrus          |
| 291   | Mattias Ingeson             | 24 september 2018 | 22 oktober 2018   |       | Kristdemokraterna   | Jönköpings län               | Acko Ankarberg Johansson |
| 174   | Marie Axelsson              | 15 oktober 2018   | 21 januari 2019   |       | Socialdemokraterna  | Stockholms län               | Alexandra Völker         |
| 293   | Lena Emilsson               | 25 november 2018  | 31 maj 2019       |       | Socialdemokraterna  | Skåne läns västra            | Yasmine Bladelius        |
| 203   | Fredrik Stenberg            | 1 december 2018   | 1 januari 2019    |       | Socialdemokraterna  | Västerbottens län            | Björn Wiechel            |
| 79    | Maria Jacobsson             | 13 december 2018  | 13 januari 2019   |       | Socialdemokraterna  | Jämtlands län                | Kalle Olsson             |
| 172   | Abir Al-Sahlani             | 14 januari 2019   | 19 juni 2019      |       | Centerpartiet       | Stockholms kommun            | Johan Hedin              |
| 35    | Nermina Mizimovic           | 22 januari 2019   | 7 maj 2019        |       | Socialdemokraterna  | Kalmar län                   | Laila Naraghi            |
| 174   | Markus Selin                | 22 januari 2019   | 31 januari 2019   |       | Socialdemokraterna  | Stockholms län               | Alexandra Völker         |
| 164   | Daniel Andersson            | 22 januari 2019   | 2 september 2021  |       | Socialdemokraterna  | Örebro län                   | Matilda Ernkrans         |
| 18    | Sara Heikkinen Breitholtz   | 22 januari 2019   | 30 juni 2021      |       | Socialdemokraterna  | Hallands län                 | Jennie Nilsson           |
| 52    | Azadeh Rojhan Gustafsson    | 22 januari 2019   | 31 januari 2019   |       | Socialdemokraterna  | Stockholms län               | Ibrahim Baylan           |
| 80    | Pernilla Stålhammar         | 22 januari 2019   | 30 november 2021  |       | Miljöpartiet        | Stockholms kommun            | Per Bolund               |
| 5     | Mattias Vepsä               | 22 januari 2019   | 14 juli 2019      |       | Socialdemokraterna  | Stockholms kommun            | Anders Ygeman            |
| 140   | Mats Berglund               | 23 januari 2019   | 30 november 2021  |       | Miljöpartiet        | Stockholms kommun            | Maria Ferm               |
| 26    | Azadeh Rojhan Gustafsson    | 1 februari 2019   | 31 juli 2020      |       | Socialdemokraterna  | Stockholms län               | Mikael Damberg           |
| 52    | Markus Selin                | 1 februari 2019   | 31 juli 2020      |       | Socialdemokraterna  | Stockholms län               | Ibrahim Baylan           |
| 174   | Marie Axelsson              | 1 februari 2019   | 31 juli 2019      |       | Socialdemokraterna  | Stockholms län               | Alexandra Völker         |
| 118   | Erica Nådin                 | 11 februari 2019  | 30 november 2019  |       | Socialdemokraterna  | Östergötlands län            | Teresa Carvalho          |
| 175   | Fredrik Schulte             | 11 februari 2019  | 1 juli 2019       |       | Moderaterna         | Stockholms län               | Ida Drougge              |
| 266   | Johanna Rantsi              | 18 februari 2019  | 11 april 2019     |       | Moderaterna         | Västra Götalands läns västra | Ellen Juntti             |
| 128   | Åsa Hartzell                | 25 februari 2019  | 10 maj 2019       |       | Moderaterna         | Göteborgs kommun             | Lars Hjälmered           |
| 277   | Hannah Bergstedt            | 26 februari 2019  | 30 november 2019  |       | Socialdemokraterna  | Norrbottens län              | Emilia Töyrä             |
| 191   | Henrik Edin                 | 13 mars 2019      | 17 maj 2019       |       | Liberalerna         | Göteborgs kommun             | Robert Hannah            |
| 319   | Katarina Olofsson           | 28 maj 2019       | 27 juni 2019      |       | Sverigedemokraterna | Stockholms län               | Ludvig Aspling           |
| 175   | Richard Herrey              | 2 juli 2019       | 9 september 2019  |       | Moderaterna         | Stockholms län               | Ida Drougge              |
| 5     | Elsemarie Bjellqvist        | 15 juli 2019      | 4 september 2019  |       | Socialdemokraterna  | Stockholms kommun            | Anders Ygeman            |
| 207   | Andreas Lennkvist Manriquez | 19 augusti 2019   | 29 februari 2020  |       | Vänsterpartiet      | Stockholms kommun            | Nooshi Dadgostar         |
| 141   | Lars Jilmstad               | 26 augusti 2019   | 31 december 2019  |       | Moderaterna         | Stockholms kommun            | Jessica Rosencrantz      |
| 281   | Elsemarie Bjellqvist        | 5 september 2019  | 1 oktober 2019    |       | Socialdemokraterna  | Stockholms kommun            | Annika Strandhäll        |
| 5     | Sultan Kayhan               | 5 september 2019  | 8 mars 2020       |       | Socialdemokraterna  | Stockholms kommun            | Anders Ygeman            |
| 130   | Lars-Arne Staxäng           | 9 september 2019  | 1 mars 2020       |       | Moderaterna         | Västra Götalands läns norra  | Johan Hultberg           |
| 329   | Lena Emilsson               | 4 oktober 2019    | 3 november 2019   |       | Socialdemokraterna  | Skåne läns västra            | Ola Möller               |
| 117   | Inga-Lill Sjöblom           | 21 oktober 2019   | 17 maj 2020       |       | Socialdemokraterna  | Uppsala län                  | Sanne Lennström          |
| 35    | Nermina Mizimovic           | 11 november 2019  | 14 februari 2020  |       | Socialdemokraterna  | Kalmar län                   | Laila Naraghi            |
| 218   | Göran Lindell               | 13 december 2019  | 31 augusti 2020   |       | Centerpartiet       | Jönköpings län               | Annie Lööf               |
| 203   | Fredrik Stenberg            | 20 december 2019  | 9 augusti 2020    |       | Socialdemokraterna  | Västerbottens län            | Björn Wiechel            |
| 141   | Amir Adan                   | 1 januari 2020    | 3 maj 2020        |       | Moderaterna         | Stockholms kommun            | Jessica Rosencrantz      |
| 85    | Marcus Jonsson              | 14 januari 2020   | 20 februari 2020  |       | Kristdemokraterna   | Stockholms län               | Jakob Forssmed           |
| 294   | Cecilia Engström            | 14 januari 2020   | 30 augusti 2020   |       | Kristdemokraterna   | Skåne läns västra            | Michael Anefur           |
| 254   | Mattias Ingeson             | 16 januari 2020   | 18 mars 2020      |       | Kristdemokraterna   | Jönköpings län               | Andreas Carlson          |
| 116   | Monika Lövgren              | 29 februari 2020  | 28 februari 2021  |       | Sverigedemokraterna | Uppsala län                  | David Perez              |
| 12    | Harald Hjalmarsson          | 9 mars 2020       | 21 juni 2020      |       | Moderaterna         | Kalmar län                   | Jan R. Andersson         |
| 5     | Mattias Vepsä               | 9 mars 2020       | 31 januari 2022   |       | Socialdemokraterna  | Stockholms kommun            | Anders Ygeman            |
| 124   | Stina Larsson               | 7 april 2020      | 29 november 2020  |       | Centerpartiet       | Skåne läns södra             | Kristina Yngwe           |
| 153   | Johanna Öfverbeck           | 4 maj 2020        | 31 december 2020  |       | Miljöpartiet        | Malmö kommun                 | Rasmus Ling              |
| 114   | Azadeh Rojhan Gustafsson    | 1 augusti 2020    | 27 juni 2022      |       | Socialdemokraterna  | Stockholms län               | Magdalena Andersson      |
| 26    | Markus Selin                | 1 augusti 2020    | 27 juni 2022      |       | Socialdemokraterna  | Stockholms län               | Mikael Damberg           |
| 52    | Abraham Halef               | 1 augusti 2020    | 30 november 2021  |       | Socialdemokraterna  | Stockholms län               | Ibrahim Baylan           |
| 87    | Inga-Lill Sjöblom           | 24 augusti 2020   | 15 december 2020  |       | Socialdemokraterna  | Uppsala län                  | Ardalan Shekarabi        |
| 201   | Malin Höglund               | 31 augusti 2020   | 1 februari 2021   |       | Moderaterna         | Dalarnas län                 | Carl-Oskar Bohlin        |
| 293   | Lena Emilsson               | 1 september 2020  | 30 april 2021     |       | Socialdemokraterna  | Skåne läns västra            | Yasmine Bladelius        |
| 61    | Nermina Mizimovic           | 8 september 2020  | 1 december 2020   |       | Socialdemokraterna  | Kalmar län                   | Tomas Kronståhl          |
| 136   | Anne-Li Sjölund             | 22 september 2020 | 31 mars 2021      |       | Centerpartiet       | Västernorrlands län          | Emil Källström           |
| 215   | Inge Ståhlgren              | 2 oktober 2020    | 8 september 2021  |       | Socialdemokraterna  | Södermanlands län            | Fredrik Olovsson         |
| 295   | Mats Sander                 | 2 november 2020   | 2 maj 2021        |       | Moderaterna         | Skåne läns västra            | Ulrika Heindorff         |
| 210   | Solange Olame Bayibsa       | 1 december 2020   | 31 maj 2021       |       | Socialdemokraterna  | Stockholms län               | Mathias Tegnér           |
| 211   | Richard Herrey              | 8 december 2020   | 31 januari 2021   |       | Moderaterna         | Stockholms län               | Erik Ottoson             |
| 87    | Gustaf Lantz                | 16 december 2020  | 26 september 2022 |       | Socialdemokraterna  | Uppsala län                  | Ardalan Shekarabi        |
| 172   | Hannes Hervieu              | 1 januari 2021    | 28 februari 2021  |       | Centerpartiet       | Stockholms kommun            | Johan Hedin              |
| 222   | Emma Ahlström Köster        | 1 januari 2021    | 23 maj 2021       |       | Moderaterna         | Skåne läns södra             | Louise Meijer            |
| 300   | Nicklas Attefjord           | 9 februari 2021   | 30 november 2021  |       | Miljöpartiet        | Västra Götalands läns västra | Janine Alm Ericson       |
| 277   | Hannah Bergstedt            | 15 mars 2021      | 27 augusti 2021   |       | Socialdemokraterna  | Norrbottens län              | Emilia Töyrä             |
| 86    | Ulrika Karlsson             | 26 april 2021     | 8 april 2022      |       | Moderaterna         | Uppsala län                  | Marta Obminska           |
| 174   | Daniel Färm                 | 10 maj 2021       | 31 maj 2021       |       | Socialdemokraterna  | Stockholms län               | Alexandra Völker         |
| 174   | Solange Olame Bayibsa       | 1 juni 2021       | 30 november 2021  |       | Socialdemokraterna  | Stockholms län               | Alexandra Völker         |
| 339   | Paula Örn                   | 1 juli 2021       | 17 december 2021  |       | Socialdemokraterna  | Västra Götalands läns västra | Aylin Fazelian           |
| 137   | Anna-Belle Strömberg        | 1 september 2021  | 15 november 2021  |       | Socialdemokraterna  | Västernorrlands län          | Stefan Löfven            |
| 298   | Åsa Hartzell                | 1 september 2021  | 30 november 2021  |       | Moderaterna         | Göteborgs kommun             | David Josefsson          |
| 164   | Eva-Lena Jansson            | 3 september 2021  | 26 september 2022 |       | Socialdemokraterna  | Örebro län                   | Matilda Ernkrans         |
| 215   | Sofia Amloh                 | 8 september 2021  | 26 september 2022 |       | Socialdemokraterna  | Södermanlands län            | Fredrik Olovsson         |
| 181   | Margareta Fransson          | 19 september 2021 | 15 maj 2022       |       | Miljöpartiet        | Östergötlands län            | Rebecka Le Moine         |
| 186   | Axel Hallberg               | 20 september 2021 | 19 maj 2022       |       | Miljöpartiet        | Skåne läns södra             | Emma Berginger           |
| 256   | Stefan Plath                | 27 september 2021 | 26 september 2022 |       | Sverigedemokraterna | Malmö kommun                 | Sara Gille               |
| 58    | Christina Nilsson           | 20 oktober 2021   | 24 november 2021  |       | Sverigedemokraterna | Östergötlands län            | Markus Wiechel           |
| 92    | Marie Granlund              | 20 oktober 2021   | 26 september 2022 |       | Socialdemokraterna  | Malmö kommun                 | Hillevi Larsson          |
| 311   | Kristoffer Lindberg         | 1 november 2021   | 19 december 2021  |       | Socialdemokraterna  | Gävleborgs län               | Patrik Lundqvist         |
| 111   | Ulf Lönnberg                | 15 november 2021  | 28 januari 2022   |       | Kristdemokraterna   | Stockholms kommun            | Christian Carlsson       |
| 312   | Hannah Bergstedt            | 30 november 2021  | 26 september 2022 |       | Socialdemokraterna  | Norrbottens län              | Ida Karkiainen           |
| 281   | Elsemarie Bjellqvist        | 30 november 2021  | 31 januari 2022   |       | Socialdemokraterna  | Stockholms kommun            | Annika Strandhäll        |
| 78    | Anders Frimert              | 30 november 2021  | 26 september 2022 |       | Socialdemokraterna  | Jämtlands län                | Anna-Caren Sätherberg    |
| 174   | Abraham Halef               | 30 november 2021  | 6 februari 2022   |       | Socialdemokraterna  | Stockholms län               | Alexandra Völker         |
| 201   | Ulrik Bergman               | 2 december 2021   | 13 februari 2022  |       | Moderaterna         | Dalarnas län                 | Carl-Oskar Bohlin        |
| 142   | Richard Herrey              | 10 december 2021  | 22 mars 2022      |       | Moderaterna         | Stockholms län               | Magdalena Schröder       |
| 200   | Sofie Eriksson              | 10 januari 2022   | 26 september 2022 |       | Socialdemokraterna  | Dalarnas län                 | Peter Hultqvist          |
| 5     | Elsemarie Bjellqvist        | 1 februari 2022   | 7 juni 2022       |       | Socialdemokraterna  | Stockholms kommun            | Anders Ygeman            |
| 281   | Alexander Ojanne            | 1 februari 2022   | 7 juni 2022       |       | Socialdemokraterna  | Stockholms kommun            | Annika Strandhäll        |
| 295   | Mats Sander                 | 14 mars 2022      | 29 maj 2022       |       | Moderaterna         | Skåne läns västra            | Ulrika Heindorff         |
| 142   | Jasmin Farid                | 23 mars 2022      | 1 augusti 2022    |       | Moderaterna         | Stockholms län               | Magdalena Schröder       |
| 62    | Suzanne Svensson            | 28 mars 2022      | 15 maj 2022       |       | Socialdemokraterna  | Blekinge län                 | Magnus Manhammar         |
| 48    | Hanna Wagenius              | 4 april 2022      | 6 maj 2022        |       | Centerpartiet       | Jämtlands län                | Per Åsling               |
| 220   | Mubarik Mohamed Abdirahman  | 19 april 2022     | 22 maj 2022       |       | Socialdemokraterna  | Malmö kommun                 | Joakim Sandell           |
| 344   | Lennart Sacrédeus           | 5 maj 2022        | 23 juni 2022      |       | Kristdemokraterna   | Dalarnas län                 | Lars Adaktusson          |
| 86    | Ulrika Karlsson             | 6 maj 2022        | 30 juni 2022      |       | Moderaterna         | Uppsala län                  | Marta Obminska           |
| 5     | Alexander Ojanne            | 8 juni 2022       | 26 september 2022 |       | Socialdemokraterna  | Stockholms kommun            | Anders Ygeman            |
| 281   | Andrea Törnestam            | 8 juni 2022       | 26 september 2022 |       | Socialdemokraterna  | Stockholms kommun            | Annika Strandhäll        |
| 114   | Markus Selin                | 28 juni 2022      | 26 september 2022 |       | Socialdemokraterna  | Stockholms län               | Magdalena Andersson      |
| 26    | Abraham Halef               | 28 juni 2022      | 26 september 2022 |       | Socialdemokraterna  | Stockholms län               | Mikael Damberg           |

## Ledamöter vid riksmötets avslutande
| Ledamot                       | Parti | Parti               | Valkrets                              | Senaste statusförändring | Ersättare för            |
| ----------------------------- | ----- | ------------------- | ------------------------------------- | ------------------------ | ------------------------ |
| Tina Acketoft                 |       | Liberalerna         | Skåne läns västra valkrets            | 26 september 2018        | Torkild Strandberg       |
| Lars Adaktusson               |       | Kristdemokraterna   | Dalarnas läns valkrets                | 24 juni 2022             | Lennart Sacrédeus        |
| Ann-Christin Ahlberg          |       | Socialdemokraterna  | Västra Götalands läns södra valkrets  | 24 september 2018        |                          |
| Alireza Akhondi               |       | Centerpartiet       | Stockholms läns valkrets              | 24 september 2018        |                          |
| Ann-Sofie Alm                 |       | Moderaterna         | Västra Götalands läns norra valkrets  | 24 september 2018        |                          |
| Sofia Amloh                   |       | Socialdemokraterna  | Södermanlands läns valkrets           | 8 september 2021         | Fredrik Olovsson         |
| Daniel Andersson              |       | Socialdemokraterna  | Örebro läns valkrets                  | 3 september 2021         | Lena Rådström Baastad    |
| Jan R. Andersson              |       | Moderaterna         | Kalmar läns valkrets                  | 22 juni 2020             |                          |
| Johan Andersson               |       | Socialdemokraterna  | Östergötlands läns valkrets           | 24 september 2018        |                          |
| Jonas Andersson               |       | Sverigedemokraterna | Östergötlands läns valkrets           | 24 september 2018        |                          |
| Jonas Andersson               |       | Sverigedemokraterna | Västerbottens läns valkrets           | 24 september 2018        |                          |
| Lars Andersson                |       | Sverigedemokraterna | Skåne läns södra valkrets             | 24 september 2018        |                          |
| Pontus Andersson              |       | Sverigedemokraterna | Skåne läns västra valkrets            | 17 december 2021         |                          |
| Tobias Andersson              |       | Sverigedemokraterna | Västra Götalands läns östra valkrets  | 24 september 2018        |                          |
| Ulla Andersson                |       | Vänsterpartiet      | Gävleborgs läns valkrets              | 24 september 2018        |                          |
| Michael Anefur                |       | Kristdemokraterna   | Skåne läns västra valkrets            | 31 augusti 2020          |                          |
| Alexandra Anstrell            |       | Moderaterna         | Stockholms läns valkrets              | 24 september 2018        |                          |
| Clara Aranda                  |       | Sverigedemokraterna | Skåne läns södra valkrets             | 24 september 2018        |                          |
| Ludvig Aspling                |       | Sverigedemokraterna | Stockholms läns valkrets              | 28 juni 2019             |                          |
| Gulan Avci                    |       | Liberalerna         | Stockholms kommuns valkrets           | 24 september 2018        |                          |
| Hanif Bali                    |       | Moderaterna         | Stockholms läns valkrets              | 24 september 2018        |                          |
| Lars Beckman                  |       | Moderaterna         | Gävleborgs läns valkrets              | 24 september 2018        |                          |
| Denis Begic                   |       | Socialdemokraterna  | Örebro läns valkrets                  | 24 september 2018        |                          |
| Angelika Bengtsson            |       | Sverigedemokraterna | Blekinge läns valkrets                | 24 september 2018        |                          |
| Sten Bergheden                |       | Moderaterna         | Västra Götalands läns östra valkrets  | 24 september 2018        |                          |
| Emma Berginger                |       | Miljöpartiet        | Skåne läns södra valkrets             | 20 maj 2022              |                          |
| Jörgen Berglund               |       | Moderaterna         | Västernorrlands läns valkrets         | 24 september 2018        |                          |
| Hannah Bergstedt              |       | Socialdemokraterna  | Norrbottens läns valkrets             | 30 november 2021         | Ida Karkiainen           |
| Tobias Billström              |       | Moderaterna         | Malmö kommuns valkrets                | 24 september 2018        |                          |
| Elsemarie Bjellqvist          |       | Socialdemokraterna  | Stockholms kommuns valkrets           | 7 juni 2022              |                          |
| Patrik Björck                 |       | Socialdemokraterna  | Västra Götalands läns östra valkrets  | 24 september 2018        |                          |
| Malin Björk                   |       | Centerpartiet       | Stockholms kommuns valkrets           | 2 september 2021         | Johanna Jönsson          |
| Heléne Björklund              |       | Socialdemokraterna  | Blekinge läns valkrets                | 24 september 2018        |                          |
| Yasmine Bladelius             |       | Socialdemokraterna  | Skåne läns västra valkrets            | 1 maj 2021               |                          |
| Juno Blom                     |       | Liberalerna         | Östergötlands läns valkrets           | 24 september 2018        |                          |
| Carl-Oskar Bohlin             |       | Moderaterna         | Dalarnas läns valkrets                | 14 februari 2022         |                          |
| Per Bolund                    |       | Miljöpartiet        | Stockholms kommuns valkrets           | 30 november 2021         |                          |
| Helena Bouveng                |       | Moderaterna         | Jönköpings läns valkrets              | 24 september 2018        |                          |
| Camilla Brodin                |       | Kristdemokraterna   | Stockholms läns valkrets              | 24 september 2018        |                          |
| Bo Broman                     |       | Sverigedemokraterna | Stockholms läns valkrets              | 24 september 2018        |                          |
| Gudrun Brunegård              |       | Kristdemokraterna   | Kalmar läns valkrets                  | 1 april 2019             |                          |
| Katarina Brännström           |       | Moderaterna         | Kronobergs läns valkrets              | 24 september 2018        |                          |
| Marlene Burwick               |       | Socialdemokraterna  | Uppsala läns valkrets                 | 24 september 2018        |                          |
| Ebba Busch                    |       | Kristdemokraterna   | Västra Götalands läns östra valkrets  | 24 september 2018        |                          |
| Daniel Bäckström              |       | Centerpartiet       | Värmlands läns valkrets               | 24 september 2018        |                          |
| Johan Büser                   |       | Socialdemokraterna  | Göteborgs kommuns valkrets            | 24 september 2018        |                          |
| Andreas Carlson               |       | Kristdemokraterna   | Jönköpings läns valkrets              | 19 mars 2020             |                          |
| Christian Carlsson            |       | Kristdemokraterna   | Stockholms kommuns valkrets           | 29 januari 2022          |                          |
| Clas-Göran Carlsson           |       | Socialdemokraterna  | Kronobergs läns valkrets              | 24 september 2018        | Tomas Eneroth            |
| Diana Laitinen Carlsson       |       | Socialdemokraterna  | Jönköpings läns valkrets              | 1 september 2020         | Thomas Strand            |
| Gunilla Carlsson              |       | Socialdemokraterna  | Göteborgs kommuns valkrets            | 24 september 2018        |                          |
| Teresa Carvalho               |       | Socialdemokraterna  | Östergötlands läns valkrets           | 1 december 2019          |                          |
| Jonny Cato                    |       | Centerpartiet       | Skåne läns västra valkrets            | 24 september 2018        |                          |
| Margareta Cederfelt           |       | Moderaterna         | Stockholms kommuns valkrets           | 24 september 2018        |                          |
| Fredrik Christensson          |       | Centerpartiet       | Västra Götalands läns norra valkrets  | 24 september 2018        |                          |
| Alexander Christiansson       |       | Sverigedemokraterna | Göteborgs kommuns valkrets            | 24 september 2018        |                          |
| Åsa Coenraads                 |       | Moderaterna         | Västmanlands läns valkrets            | 24 september 2018        |                          |
| Nooshi Dadgostar              |       | Vänsterpartiet      | Stockholms kommuns valkrets           | 1 mars 2020              |                          |
| Mikael Dahlqvist              |       | Socialdemokraterna  | Värmlands läns valkrets               | 24 september 2018        |                          |
| Sofia Damm                    |       | Kristdemokraterna   | Skåne läns södra valkrets             | 24 september 2018        |                          |
| Mikael Damsgaard              |       | Moderaterna         | Västmanlands läns valkrets            | 2 juli 2019              |                          |
| Malin Danielsson              |       | Liberalerna         | Stockholms läns valkrets              | 1 februari 2020          | Maria Arnholm            |
| Catarina Deremar              |       | Centerpartiet       | Uppsala läns valkrets                 | 1 januari 2021           |                          |
| Adnan Dibrani                 |       | Socialdemokraterna  | Hallands läns valkrets                | 24 september 2018        |                          |
| Dennis Dioukarev              |       | Sverigedemokraterna | Göteborgs kommuns valkrets            | 24 september 2018        |                          |
| Ida Drougge                   |       | Moderaterna         | Stockholms läns valkrets              | 10 september 2019        |                          |
| Magnus Ek                     |       | Centerpartiet       | Östergötlands läns valkrets           | 24 september 2018        |                          |
| Hans Eklind                   |       | Kristdemokraterna   | Örebro läns valkrets                  | 24 september 2018        |                          |
| Staffan Eklöf                 |       | Sverigedemokraterna | Hallands läns valkrets                | 24 september 2018        |                          |
| Hans Ekström                  |       | Socialdemokraterna  | Södermanlands läns valkrets           | 24 september 2018        |                          |
| Jamal El-Haj                  |       | Socialdemokraterna  | Malmö kommuns valkrets                | 24 september 2018        |                          |
| Bengt Eliasson                |       | Liberalerna         | Hallands läns valkrets                | 24 september 2018        |                          |
| Leila Ali Elmi                |       | Miljöpartiet        | Göteborgs kommuns valkrets            | 24 september 2018        |                          |
| Aron Emilsson                 |       | Sverigedemokraterna | Västra Götalands läns västra valkrets | 24 september 2018        |                          |
| Annicka Engblom               |       | Moderaterna         | Blekinge läns valkrets                | 24 september 2018        |                          |
| Karin Engdahl                 |       | Socialdemokraterna  | Västra Götalands läns norra valkrets  | 13 juni 2022             | Jörgen Hellman           |
| Matheus Enholm                |       | Sverigedemokraterna | Västra Götalands läns norra valkrets  | 24 september 2018        |                          |
| Karin Enström                 |       | Moderaterna         | Stockholms läns valkrets              | 24 september 2018        |                          |
| Jan Ericson                   |       | Moderaterna         | Västra Götalands läns södra valkrets  | 24 september 2018        |                          |
| Janine Alm Ericson            |       | Miljöpartiet        | Västra Götalands läns västra valkrets | 30 november 2021         |                          |
| Sofie Eriksson                |       | Socialdemokraterna  | Dalarnas län                          | 10 januari 2022          | Peter Hultqvist          |
| Yasmine Eriksson              |       | Sverigedemokraterna | Stockholms kommuns valkrets           | 24 september 2018        |                          |
| Åsa Eriksson                  |       | Socialdemokraterna  | Västmanlands läns valkrets            | 24 september 2018        |                          |
| Ali Esbati                    |       | Vänsterpartiet      | Stockholms kommuns valkrets           | 24 september 2018        |                          |
| Mikael Eskilandersson         |       | Sverigedemokraterna | Skåne läns norra och östra valkrets   | 24 september 2018        |                          |
| Erik Ezelius                  |       | Socialdemokraterna  | Västra Götalands läns östra valkrets  | 24 september 2018        |                          |
| Elisabeth Falkhaven           |       | Miljöpartiet        | Hallands läns valkrets                | 24 september 2018        |                          |
| Aylin Fazelian                |       | Socialdemokraterna  | Västra Götalands läns västra valkrets | 18 december 2021         |                          |
| Maria Ferm                    |       | Miljöpartiet        | Stockholms kommuns valkrets           | 30 november 2021         |                          |
| Runar Filper                  |       | Sverigedemokraterna | Värmlands läns valkrets               | 24 september 2018        |                          |
| Lotta Johnsson Fornarve       |       | Vänsterpartiet      | Södermanlands läns valkrets           | 24 september 2018        |                          |
| Kenneth G. Forslund           |       | Socialdemokraterna  | Västra Götalands läns västra valkrets | 24 september 2018        |                          |
| Joar Forssell                 |       | Liberalerna         | Stockholms kommuns valkrets           | 24 september 2018        |                          |
| Johan Forssell                |       | Moderaterna         | Stockholms kommuns valkrets           | 24 september 2018        |                          |
| Jakob Forssmed                |       | Kristdemokraterna   | Stockholms läns valkrets              | 21 februari 2020         |                          |
| Josef Fransson                |       | Sverigedemokraterna | Västra Götalands läns östra valkrets  | 24 september 2018        |                          |
| Anders Frimert                |       | Socialdemokraterna  | Jämtlands läns valkrets               | 30 november 2021         | Anna-Caren Sätherberg    |
| Isak From                     |       | Socialdemokraterna  | Västerbottens läns valkrets           | 24 september 2018        |                          |
| Marianne Fundahn              |       | Socialdemokraterna  | Skåne läns södra valkrets             | 24 september 2018        |                          |
| Ida Gabrielsson               |       | Vänsterpartiet      | Stockholms läns valkrets              | 24 september 2018        |                          |
| Maria Gardfjell               |       | Miljöpartiet        | Uppsala läns valkrets                 | 24 september 2018        |                          |
| Helena Gellerman              |       | Liberalerna         | Västra Götalands läns västra valkrets | 24 september 2018        |                          |
| Marie Granlund                |       | Socialdemokraterna  | Malmö kommuns valkrets                | 20 oktober 2021          | Hillevi Larsson          |
| Mats Green                    |       | Moderaterna         | Jönköpings läns valkrets              | 24 september 2018        |                          |
| Jörgen Grubb                  |       | Sverigedemokraterna | Östergötlands läns valkrets           | 24 september 2018        |                          |
| Camilla Waltersson Grönvall   |       | Moderaterna         | Västra Götalands läns västra valkrets | 24 september 2018        |                          |
| Hanna Gunnarsson              |       | Vänsterpartiet      | Skåne läns södra valkrets             | 24 september 2018        |                          |
| Elin Gustafsson               |       | Socialdemokraterna  | Skåne läns södra valkrets             | 24 september 2018        | Morgan Johansson         |
| Roger Haddad                  |       | Liberalerna         | Västmanlands läns valkrets            | 24 september 2018        |                          |
| Tony Haddou                   |       | Vänsterpartiet      | Göteborgs kommuns valkrets            | 24 september 2018        |                          |
| Hampus Hagman                 |       | Kristdemokraterna   | Göteborgs kommuns valkrets            | 24 september 2018        |                          |
| Monica Haider                 |       | Socialdemokraterna  | Kronobergs läns valkrets              | 24 september 2018        |                          |
| Abraham Halef                 |       | Socialdemokraterna  | Stockholms läns valkrets              | 28 juni 2022             | Mikael Damberg           |
| Robert Halef                  |       | Kristdemokraterna   | Stockholms läns valkrets              | 24 september 2018        |                          |
| Robert Hannah                 |       | Liberalerna         | Göteborgs kommuns valkrets            | 17 maj 2019              |                          |
| Anders Hansson                |       | Moderaterna         | Skåne läns södra valkrets             | 24 september 2018        |                          |
| Camilla Hansén                |       | Miljöpartiet        | Örebro läns valkrets                  | 4 november 2019          |                          |
| Johanna Haraldsson            |       | Socialdemokraterna  | Jönköpings läns valkrets              | 24 september 2018        |                          |
| Johan Hedin                   |       | Centerpartiet       | Stockholms kommuns valkrets           | 1 mars 2021              |                          |
| Roza Güclü Hedin              |       | Socialdemokraterna  | Dalarnas läns valkrets                | 10 januari 2022          |                          |
| Roger Hedlund                 |       | Sverigedemokraterna | Gävleborgs läns valkrets              | 24 september 2018        |                          |
| Ulrika Heie                   |       | Centerpartiet       | Västra Götalands läns östra valkrets  | 24 september 2018        |                          |
| Ulrika Heindorff              |       | Moderaterna         | Skåne läns västra valkrets            | 30 maj 2022              |                          |
| Peter Helander                |       | Centerpartiet       | Dalarnas läns valkrets                | 24 september 2018        |                          |
| Richard Herrey                |       | Moderaterna         | Stockholms läns valkrets              | 23 mars 2022             |                          |
| Carina Herrstedt              |       | Sverigedemokraterna | Skåne läns västra valkrets            | 24 september 2018        |                          |
| Annika Hirvonen               |       | Miljöpartiet        | Stockholms läns valkrets              | 19 juni 2019             |                          |
| Lars Hjälmered                |       | Moderaterna         | Göteborgs kommuns valkrets            | 11 maj 2019              |                          |
| Hans Hoff                     |       | Socialdemokraterna  | Hallands läns valkrets                | 24 september 2018        |                          |
| Jens Holm                     |       | Vänsterpartiet      | Stockholms kommuns valkrets           | 24 september 2018        |                          |
| Paula Holmqvist               |       | Socialdemokraterna  | Västra Götalands läns norra valkrets  | 24 september 2018        |                          |
| Emma Hult                     |       | Miljöpartiet        | Jönköpings läns valkrets              | 24 september 2018        |                          |
| Johan Hultberg                |       | Moderaterna         | Västra Götalands läns norra valkrets  | 2 mars 2020              |                          |
| Per-Arne Håkansson            |       | Socialdemokraterna  | Skåne läns norra och östra valkrets   | 24 september 2018        |                          |
| Magnus Jacobsson              |       | Kristdemokraterna   | Västra Götalands läns norra valkrets  | 24 september 2018        |                          |
| Momodou Jallow                |       | Vänsterpartiet      | Malmö kommuns valkrets                | 24 september 2018        |                          |
| Eva-Lena Jansson              |       | Socialdemokraterna  | Örebro läns valkrets                  | 3 september 2021         |                          |
| Kjell Jansson                 |       | Moderaterna         | Stockholms läns valkrets              | 24 september 2018        |                          |
| Lars Jilmstad                 |       | Moderaterna         | Stockholms kommuns valkrets           | 1 januari 2020           |                          |
| Acko Ankarberg Johansson      |       | Kristdemokraterna   | Jönköpings läns valkrets              | 24 oktober 2018          |                          |
| Anna Johansson                |       | Socialdemokraterna  | Göteborgs kommuns valkrets            | 24 september 2018        |                          |
| Martina Johansson             |       | Centerpartiet       | Södermanlands läns valkrets           | 24 september 2018        |                          |
| Mattias Bäckström Johansson   |       | Sverigedemokraterna | Kalmar läns valkrets                  | 24 september 2018        |                          |
| Ola Johansson                 |       | Centerpartiet       | Hallands läns valkrets                | 24 september 2018        |                          |
| Ann-Charlotte Hammar Johnsson |       | Moderaterna         | Skåne läns västra valkrets            | 24 september 2018        |                          |
| Richard Jomshof               |       | Sverigedemokraterna | Blekinge läns valkrets                | 24 september 2018        |                          |
| Pål Jonson                    |       | Moderaterna         | Värmlands läns valkrets               | 24 september 2018        |                          |
| Anders W. Jonsson             |       | Centerpartiet       | Gävleborgs läns valkrets              | 24 september 2018        |                          |
| Mattias Jonsson               |       | Socialdemokraterna  | Göteborgs kommuns valkrets            | 24 september 2018        |                          |
| David Josefsson               |       | Moderaterna         | Göteborgs kommuns valkrets            | 1 december 2021          |                          |
| Ellen Juntti                  |       | Moderaterna         | Västra Götalands läns västra valkrets | 12 april 2019            |                          |
| Joakim Järrebring             |       | Socialdemokraterna  | Västra Götalands läns västra valkrets | 24 september 2018        |                          |
| Patrik Jönsson                |       | Sverigedemokraterna | Västra Götalands läns södra valkrets  | 24 september 2018        |                          |
| Ulrika Jörgensen              |       | Moderaterna         | Hallands läns valkrets                | 24 september 2018        |                          |
| Amineh Kakabaveh              |       |                     | Stockholms läns valkrets              | 28 augusti 2019          |                          |
| Arin Karapet                  |       | Moderaterna         | Stockholms kommuns valkrets           | 24 september 2018        |                          |
| Annelie Karlsson              |       | Socialdemokraterna  | Skåne läns norra och östra valkrets   | 24 september 2018        |                          |
| Maj Karlsson                  |       | Vänsterpartiet      | Göteborgs kommuns valkrets            | 24 september 2018        |                          |
| Mattias Karlsson              |       | Sverigedemokraterna | Kronobergs läns valkrets              | 24 september 2018        |                          |
| Mattias Karlsson              |       | Moderaterna         | Norrbottens läns valkrets             | 24 september 2018        |                          |
| Niklas Karlsson               |       | Socialdemokraterna  | Skåne läns västra valkrets            | 24 september 2018        |                          |
| Åsa Karlsson                  |       | Socialdemokraterna  | Västerbottens läns valkrets           | 24 september 2018        |                          |
| Sultan Kayhan                 |       | Socialdemokraterna  | Stockholms kommuns valkrets           | 9 mars 2020              |                          |
| Ingemar Kihlström             |       | Kristdemokraterna   | Västra Götalands läns södra valkrets  | 24 september 2018        |                          |
| Martin Kinnunen               |       | Sverigedemokraterna | Stockholms läns valkrets              | 24 september 2018        |                          |
| Marléne Lund Kopparklint      |       | Moderaterna         | Värmlands läns valkrets               | 24 september 2018        |                          |
| Ulf Kristersson               |       | Moderaterna         | Stockholms kommuns valkrets           | 24 september 2018        |                          |
| Julia Kronlid                 |       | Sverigedemokraterna | Stockholms läns valkrets              | 24 september 2018        |                          |
| Tomas Kronståhl               |       | Socialdemokraterna  | Kalmar läns valkrets                  | 2 december 2020          |                          |
| Serkan Köse                   |       | Socialdemokraterna  | Stockholms läns valkrets              | 24 september 2018        |                          |
| Birger Lahti                  |       | Vänsterpartiet      | Norrbottens läns valkrets             | 24 september 2018        |                          |
| Gustaf Lantz                  |       | Socialdemokraterna  | Uppsala läns valkrets                 | 16 december 2020         | Ardalan Shekarabi        |
| Christina Höj Larsen          |       | Vänsterpartiet      | Västernorrlands läns valkrets         | 24 september 2018        |                          |
| Lars Mejern Larsson           |       | Socialdemokraterna  | Värmlands läns valkrets               | 24 september 2018        |                          |
| Malin Larsson                 |       | Socialdemokraterna  | Västernorrlands läns valkrets         | 24 september 2018        |                          |
| Mikael Larsson                |       | Centerpartiet       | Västra Götalands läns södra valkrets  | 24 september 2018        |                          |
| Rikard Larsson                |       | Socialdemokraterna  | Skåne läns södra valkrets             | 24 september 2018        |                          |
| Sanne Lennström               |       | Socialdemokraterna  | Uppsala läns valkrets                 | 18 maj 2020              |                          |
| Ann-Sofie Lifvenhage          |       | Moderaterna         | Södermanlands läns valkrets           | 2 maj 2019               |                          |
| Fredrik Lindahl               |       | Sverigedemokraterna | Stockholms läns valkrets              | 24 september 2018        |                          |
| Helena Lindahl                |       | Centerpartiet       | Västerbottens läns valkrets           | 24 september 2018        |                          |
| Linda Lindberg                |       | Sverigedemokraterna | Skåne läns västra valkrets            | 24 september 2018        |                          |
| Teres Lindberg                |       | Socialdemokraterna  | Stockholms kommuns valkrets           | 24 september 2018        |                          |
| Åsa Lindestam                 |       | Socialdemokraterna  | Gävleborgs läns valkrets              | 24 september 2018        |                          |
| Eva Lindh                     |       | Socialdemokraterna  | Östergötlands läns valkrets           | 24 september 2018        |                          |
| Rasmus Ling                   |       | Miljöpartiet        | Malmö kommuns valkrets                | 1 januari 2021           |                          |
| Angelica Lundberg             |       | Sverigedemokraterna | Jönköpings läns valkrets              | 24 september 2018        |                          |
| Elin Lundgren                 |       | Socialdemokraterna  | Gävleborgs läns valkrets              | 24 september 2018        |                          |
| Kerstin Lundgren              |       | Centerpartiet       | Stockholms läns valkrets              | 24 september 2018        |                          |
| Patrik Lundqvist              |       | Socialdemokraterna  | Gävleborgs läns valkrets              | 20 december 2021         |                          |
| Nina Lundström                |       | Liberalerna         | Stockholms läns valkrets              | 1 november 2019          |                          |
| David Lång                    |       | Sverigedemokraterna | Örebro läns valkrets                  | 24 september 2018        |                          |
| Petter Löberg                 |       | Socialdemokraterna  | Västra Götalands läns södra valkrets  | 24 september 2018        |                          |
| Johan Löfstrand               |       | Socialdemokraterna  | Östergötlands läns valkrets           | 24 september 2018        |                          |
| Annie Lööf                    |       | Centerpartiet       | Jönköpings läns valkrets              | 1 september 2020         |                          |
| Fredrik Malm                  |       | Liberalerna         | Stockholms kommuns valkrets           | 24 september 2018        |                          |
| Betty Malmberg                |       | Moderaterna         | Östergötlands läns valkrets           | 24 september 2018        |                          |
| Josefin Malmqvist             |       | Moderaterna         | Stockholms läns valkrets              | 24 september 2018        |                          |
| Magnus Manhammar              |       | Socialdemokraterna  | Blekinge läns valkrets                | 16 maj 2022              |                          |
| Noria Manouchi                |       | Moderaterna         | Malmö kommuns valkrets                | 24 september 2018        |                          |
| Martin Marmgren               |       | Miljöpartiet        | Stockholms läns valkrets              | 11 januari 2022          |                          |
| Adam Marttinen                |       | Sverigedemokraterna | Södermanlands läns valkrets           | 24 september 2018        |                          |
| Louise Meijer                 |       | Moderaterna         | Skåne läns södra valkrets             | 24 maj 2021              |                          |
| Aphram Melki                  |       | Centerpartiet       | Stockholms läns valkrets              | 1 oktober 2021           | Per Lodenius             |
| Linda Modig                   |       | Centerpartiet       | Norrbottens läns valkrets             | 24 september 2018        |                          |
| Rebecka Le Moine              |       | Miljöpartiet        | Östergötlands läns valkrets           | 16 maj 2022              |                          |
| Thomas Morell                 |       | Sverigedemokraterna | Gävleborgs läns valkrets              | 24 september 2018        |                          |
| Mia Sydow Mölleby             |       | Vänsterpartiet      | Örebro läns valkrets                  | 24 september 2018        |                          |
| Ola Möller                    |       | Socialdemokraterna  | Skåne läns västra valkrets            | 4 november 2019          |                          |
| Laila Naraghi                 |       | Socialdemokraterna  | Kalmar läns valkrets                  | 15 februari 2020         |                          |
| Pyry Niemi                    |       | Socialdemokraterna  | Uppsala läns valkrets                 | 24 september 2018        |                          |
| Jennie Nilsson                |       | Socialdemokraterna  | Hallands läns valkrets                | 30 juni 2021             |                          |
| Kristina Nilsson              |       | Socialdemokraterna  | Västernorrlands läns valkrets         | 24 september 2018        |                          |
| Maria Nilsson                 |       | Liberalerna         | Göteborgs kommuns valkrets            | 24 september 2018        |                          |
| Pia Nilsson                   |       | Socialdemokraterna  | Västmanlands läns valkrets            | 24 september 2018        |                          |
| Sofia Nilsson                 |       | Centerpartiet       | Skåne läns norra och östra valkrets   | 24 september 2018        |                          |
| Mats Nordberg                 |       | Sverigedemokraterna | Dalarnas läns valkrets                | 24 september 2018        |                          |
| Gudrun Nordborg               |       | Vänsterpartiet      | Västerbottens läns valkrets           | 4 november 2020          | Jonas Sjöstedt           |
| Caroline Nordengrip           |       | Sverigedemokraterna | Västra Götalands läns södra valkrets  | 24 september 2018        |                          |
| Rickard Nordin                |       | Centerpartiet       | Göteborgs kommuns valkrets            | 24 september 2018        |                          |
| Lina Nordquist                |       | Liberalerna         | Uppsala läns valkrets                 | 24 september 2018        |                          |
| Katja Nyberg                  |       | Sverigedemokraterna | Stockholms kommuns valkrets           | 24 september 2018        |                          |
| Christer Nylander             |       | Liberalerna         | Skåne läns norra och östra valkrets   | 24 september 2018        |                          |
| Leif Nysmed                   |       | Socialdemokraterna  | Stockholms läns valkrets              | 24 september 2018        |                          |
| Marta Obminska                |       | Moderaterna         | Uppsala läns valkrets                 | 1 juli 2022              |                          |
| Carina Ohlsson                |       | Socialdemokraterna  | Västra Götalands läns östra valkrets  | 24 september 2018        |                          |
| Alexander Ojanne              |       | Socialdemokraterna  | Stockholms kommuns valkrets           | 8 juni 2022              | Anders Ygeman            |
| Kristina Axén Olin            |       | Moderaterna         | Stockholms kommuns valkrets           | 24 september 2018        |                          |
| Jakob Olofsgård               |       | Liberalerna         | Jönköpings läns valkrets              | 1 augusti 2021           | Emma Carlsson Löfdahl    |
| Caroline Helmersson Olsson    |       | Socialdemokraterna  | Södermanlands läns valkrets           | 24 september 2018        |                          |
| Kalle Olsson                  |       | Socialdemokraterna  | Jämtlands läns valkrets               | 14 januari 2019          |                          |
| Lotta Olsson                  |       | Moderaterna         | Örebro läns valkrets                  | 24 september 2018        |                          |
| Jasenko Omanović              |       | Socialdemokraterna  | Västernorrlands läns valkrets         | 1 september 2021         |                          |
| Magnus Oscarsson              |       | Kristdemokraterna   | Östergötlands läns valkrets           | 24 september 2018        |                          |
| Mikael Oscarsson              |       | Kristdemokraterna   | Uppsala läns valkrets                 | 24 september 2018        |                          |
| Anne Oskarsson                |       | Sverigedemokraterna | Kalmar läns valkrets                  | 24 september 2018        |                          |
| Erik Ottoson                  |       | Moderaterna         | Stockholms läns valkrets              | 1 februari 2021          |                          |
| Kjell-Arne Ottosson           |       | Kristdemokraterna   | Värmlands läns valkrets               | 24 september 2018        |                          |
| Mattias Ottosson              |       | Socialdemokraterna  | Östergötlands läns valkrets           | 24 september 2018        |                          |
| Niels Paarup-Petersen         |       | Centerpartiet       | Malmö kommuns valkrets                | 24 september 2018        |                          |
| Eric Palmqvist                |       | Sverigedemokraterna | Norrbottens läns valkrets             | 24 september 2018        |                          |
| Amanda Palmstierna            |       | Miljöpartiet        | Stockholms läns valkrets              | 1 oktober 2019           |                          |
| Johan Pehrson                 |       | Liberalerna         | Örebro läns valkrets                  | 24 september 2018        |                          |
| David Perez                   |       | Sverigedemokraterna | Uppsala läns valkrets                 | 1 mars 2021              |                          |
| Magnus Persson                |       | Sverigedemokraterna | Dalarnas läns valkrets                | 24 september 2018        |                          |
| Mats Persson                  |       | Liberalerna         | Skåne läns södra valkrets             | 24 september 2018        |                          |
| Björn Petersson               |       | Socialdemokraterna  | Kalmar läns valkrets                  | 24 september 2018        | Lena Hallengren          |
| Helén Pettersson              |       | Socialdemokraterna  | Västerbottens läns valkrets           | 24 september 2018        |                          |
| Stefan Plath                  |       | Sverigedemokraterna | Malmö kommuns valkrets                | 27 september 2021        | Sara Gille               |
| Yasmine Posio                 |       | Vänsterpartiet      | Göteborgs kommuns valkrets            | 24 september 2018        |                          |
| Lars Püss                     |       | Moderaterna         | Hallands läns valkrets                | 24 september 2018        |                          |
| Annika Qarlsson               |       | Centerpartiet       | Västra Götalands läns västra valkrets | 24 september 2018        |                          |
| Charlotte Quensel             |       | Sverigedemokraterna | Västra Götalands läns västra valkrets | 24 september 2018        |                          |
| Saila Quicklund               |       | Moderaterna         | Jämtlands läns valkrets               | 24 september 2018        |                          |
| Elisabeth Björnsdotter Rahm   |       | Moderaterna         | Västerbottens läns valkrets           | 24 september 2018        |                          |
| Per Ramhorn                   |       | Sverigedemokraterna | Malmö kommuns valkrets                | 24 september 2018        |                          |
| Lawen Redar                   |       | Socialdemokraterna  | Stockholms kommuns valkrets           | 24 september 2018        |                          |
| Patrick Reslow                |       | Sverigedemokraterna | Värmlands läns valkrets               | 24 september 2018        |                          |
| Daniel Riazat                 |       | Vänsterpartiet      | Dalarnas läns valkrets                | 24 september 2018        |                          |
| Roger Richthoff               |       |                     | Södermanlands läns valkrets           | 31 mars 2022             |                          |
| Edward Riedl                  |       | Moderaterna         | Västerbottens läns valkrets           | 24 september 2018        |                          |
| Azadeh Rojhan                 |       | Socialdemokraterna  | Stockholms läns valkrets              | 28 juni 2022             | Ibrahim Baylan           |
| Jessica Rosencrantz           |       | Moderaterna         | Stockholms kommuns valkrets           | 4 maj 2020               |                          |
| Jessika Roswall               |       | Moderaterna         | Uppsala läns valkrets                 | 24 september 2018        |                          |
| Hans Rothenberg               |       | Moderaterna         | Göteborgs kommuns valkrets            | 24 september 2018        |                          |
| Michael Rubbestad             |       | Sverigedemokraterna | Uppsala läns valkrets                 | 24 september 2018        |                          |
| Karin Rågsjö                  |       | Vänsterpartiet      | Stockholms kommuns valkrets           | 24 september 2018        |                          |
| Fredrik Lundh Sammeli         |       | Socialdemokraterna  | Norrbottens läns valkrets             | 24 september 2018        |                          |
| Joakim Sandell                |       | Socialdemokraterna  | Malmö kommuns valkrets                | 23 maj 2022              |                          |
| Marie-Louise Hänel Sandström  |       | Moderaterna         | Göteborgs kommuns valkrets            | 24 september 2018        |                          |
| Magdalena Schröder            |       | Moderaterna         | Stockholms läns valkrets              | 2 augusti 2022           |                          |
| Per Schöldberg                |       | Centerpartiet       | Kronobergs läns valkrets              | 12 mars 2019             |                          |
| Elin Segerlind                |       | Vänsterpartiet      | Västra Götalands läns norra valkrets  | 24 september 2018        |                          |
| Markus Selin                  |       | Socialdemokraterna  | Stockholms läns valkrets              | 28 juni 2022             | Magdalena Andersson      |
| Anna Sibinska                 |       | Miljöpartiet        | Göteborgs kommuns valkrets            | 24 september 2018        |                          |
| Anne-Li Sjölund               |       | Centerpartiet       | Västernorrlands läns valkrets         | 14 september 2021        | Emil Källström           |
| Oscar Sjöstedt                |       | Sverigedemokraterna | Västmanlands läns valkrets            | 24 september 2018        |                          |
| Johnny Skalin                 |       | Sverigedemokraterna | Västernorrlands läns valkrets         | 24 september 2018        |                          |
| Tuve Skånberg                 |       | Kristdemokraterna   | Skåne läns norra och östra valkrets   | 24 september 2018        |                          |
| Linus Sköld                   |       | Socialdemokraterna  | Norrbottens läns valkrets             | 30 januari 2019          |                          |
| Linda Westerlund Snecker      |       | Vänsterpartiet      | Östergötlands läns valkrets           | 24 september 2018        |                          |
| Pia Steensland                |       | Kristdemokraterna   | Södermanlands läns valkrets           | 24 september 2018        |                          |
| Maria Malmer Stenergard       |       | Moderaterna         | Skåne läns norra och östra valkrets   | 24 september 2018        |                          |
| Robert Stenkvist              |       | Sverigedemokraterna | Stockholms läns valkrets              | 24 september 2018        |                          |
| Maria Stockhaus               |       | Moderaterna         | Stockholms läns valkrets              | 24 september 2018        |                          |
| Helena Storckenfeldt          |       | Moderaterna         | Hallands läns valkrets                | 2 juli 2019              |                          |
| Mikael Strandman              |       | Sverigedemokraterna | Stockholms läns valkrets              | 24 september 2018        |                          |
| Anna-Belle Strömberg          |       | Socialdemokraterna  | Västernorrlands läns valkrets         | 16 november 2021         |                          |
| Maria Strömkvist              |       | Socialdemokraterna  | Dalarnas läns valkrets                | 24 september 2018        |                          |
| Magnus Stuart                 |       | Moderaterna         | Södermanlands läns valkrets           | 1 februari 2021          | Lotta Finstorp           |
| Jimmy Ståhl                   |       | Sverigedemokraterna | Västra Götalands läns norra valkrets  | 24 september 2018        |                          |
| Cassandra Sundin              |       | Sverigedemokraterna | Jämtlands läns valkrets               | 24 september 2018        |                          |
| Elisabeth Svantesson          |       | Moderaterna         | Örebro läns valkrets                  | 24 september 2018        |                          |
| Gunilla Svantorp              |       | Socialdemokraterna  | Värmlands läns valkrets               | 24 september 2018        |                          |
| Håkan Svenneling              |       | Vänsterpartiet      | Värmlands läns valkrets               | 24 september 2018        |                          |
| Sven-Olof Sällström           |       | Sverigedemokraterna | Kronobergs läns valkrets              | 24 september 2018        |                          |
| Björn Söder                   |       | Sverigedemokraterna | Skåne läns norra och östra valkrets   | 24 september 2018        |                          |
| Larry Söder                   |       | Kristdemokraterna   | Hallands läns valkrets                | 24 september 2018        |                          |
| Per Söderlund                 |       | Sverigedemokraterna | Örebro läns valkrets                  | 1 februari 2019          |                          |
| Mathias Tegnér                |       | Socialdemokraterna  | Stockholms läns valkrets              | 1 juni 2021              |                          |
| Arman Teimouri                |       | Liberalerna         | Värmlands läns valkrets               | 24 september 2018        |                          |
| Cecilie Tenfjord-Toftby       |       | Moderaterna         | Västra Götalands läns södra valkrets  | 24 september 2018        |                          |
| Lars Thomsson                 |       | Centerpartiet       | Gotlands läns valkrets                | 24 september 2018        |                          |
| Jon Thorbjörnson              |       | Vänsterpartiet      | Hallands läns valkrets                | 24 september 2018        |                          |
| Olle Thorell                  |       | Socialdemokraterna  | Västmanlands läns valkrets            | 24 september 2018        |                          |
| Jessica Thunander             |       | Vänsterpartiet      | Västra Götalands läns östra valkrets  | 24 september 2018        |                          |
| Lorentz Tovatt                |       | Miljöpartiet        | Stockholms kommuns valkrets           | 1 februari 2021          |                          |
| Vasiliki Tsouplaki            |       | Vänsterpartiet      | Västmanlands läns valkrets            | 24 september 2018        |                          |
| Andrea Törnestam              |       | Socialdemokraterna  | Stockholms kommuns valkrets           | 8 juni 2022              | Annika Strandhäll        |
| Emilia Töyrä                  |       | Socialdemokraterna  | Norrbottens läns valkrets             | 28 augusti 2021          |                          |
| Roland Utbult                 |       | Kristdemokraterna   | Västra Götalands läns västra valkrets | 24 september 2018        |                          |
| Ann-Christine From Utterstedt |       | Sverigedemokraterna | Västmanlands läns valkrets            | 24 september 2018        |                          |
| Lorena Delgado Varas          |       | Vänsterpartiet      | Stockholms läns valkrets              | 24 september 2018        |                          |
| Mattias Vepsä                 |       | Socialdemokraterna  | Stockholms kommuns valkrets           | 1 februari 2022          |                          |
| Anna Vikström                 |       | Socialdemokraterna  | Stockholms läns valkrets              | 1 augusti 2020           | Helene Hellmark Knutsson |
| Helena Vilhelmsson            |       | Centerpartiet       | Örebro läns valkrets                  | 24 september 2018        |                          |
| Henrik Vinge                  |       | Sverigedemokraterna | Stockholms kommuns valkrets           | 24 september 2018        |                          |
| Alexandra Völker              |       | Socialdemokraterna  | Stockholms läns valkrets              | 7 februari 2022          |                          |
| Ilona Szatmári Waldau         |       | Vänsterpartiet      | Uppsala läns valkrets                 | 24 september 2018        |                          |
| Anna Wallentheim              |       | Socialdemokraterna  | Skåne läns norra och östra valkrets   | 24 september 2018        |                          |
| Hans Wallmark                 |       | Moderaterna         | Skåne läns norra och östra valkrets   | 24 september 2018        |                          |
| Ingela Nylund Watz            |       | Socialdemokraterna  | Stockholms läns valkrets              | 24 september 2018        |                          |
| Ciczie Weidby                 |       | Vänsterpartiet      | Jönköpings läns valkrets              | 24 september 2018        |                          |
| John Weinerhall               |       | Moderaterna         | Östergötlands läns valkrets           | 24 september 2018        |                          |
| Sofia Westergren              |       | Moderaterna         | Västra Götalands läns västra valkrets | 24 september 2018        |                          |
| Barbro Westerholm             |       | Liberalerna         | Stockholms läns valkrets              | 24 september 2018        |                          |
| Hanna Westerén                |       | Socialdemokraterna  | Gotlands läns valkrets                | 24 september 2018        |                          |
| Åsa Westlund                  |       | Socialdemokraterna  | Stockholms läns valkrets              | 24 september 2018        |                          |
| Eric Westroth                 |       | Sverigedemokraterna | Hallands läns valkrets                | 24 september 2018        |                          |
| Jessica Wetterling            |       | Vänsterpartiet      | Västra Götalands läns västra valkrets | 24 september 2018        |                          |
| Cecilia Widegren              |       | Moderaterna         | Västra Götalands läns östra valkrets  | 24 september 2018        |                          |
| John Widegren                 |       | Moderaterna         | Östergötlands läns valkrets           | 24 september 2018        | Andreas Norlén           |
| Allan Widman                  |       | Liberalerna         | Malmö kommuns valkrets                | 24 september 2018        |                          |
| Björn Wiechel                 |       | Socialdemokraterna  | Västerbottens läns valkrets           | 10 augusti 2020          |                          |
| Markus Wiechel                |       | Sverigedemokraterna | Östergötlands läns valkrets           | 25 november 2021         |                          |
| Mats Wiking                   |       | Socialdemokraterna  | Västra Götalands läns norra valkrets  | 24 september 2018        |                          |
| Niklas Wykman                 |       | Moderaterna         | Stockholms läns valkrets              | 24 september 2018        |                          |
| Viktor Wärnick                |       | Moderaterna         | Gävleborgs läns valkrets              | 24 september 2018        |                          |
| Kristina Yngwe                |       | Centerpartiet       | Skåne läns södra valkrets             | 30 november 2020         |                          |
| Boriana Åberg                 |       | Moderaterna         | Skåne läns södra valkrets             | 24 september 2018        |                          |
| Martin Ådahl                  |       | Centerpartiet       | Stockholms kommuns valkrets           | 24 september 2018        |                          |
| Jennie Åfeldt                 |       | Sverigedemokraterna | Skåne läns södra valkrets             | 24 september 2018        |                          |
| Anders Åkesson                |       | Centerpartiet       | Kalmar läns valkrets                  | 24 september 2018        |                          |
| Jimmie Åkesson                |       | Sverigedemokraterna | Jönköpings läns valkrets              | 24 september 2018        |                          |
| Ann-Britt Åsebol              |       | Moderaterna         | Dalarnas läns valkrets                | 24 september 2018        |                          |
| Per Åsling                    |       | Centerpartiet       | Jämtlands läns valkrets               | 7 maj 2022               |                          |
| Carina Ödebrink               |       | Socialdemokraterna  | Jönköpings läns valkrets              | 24 september 2018        |                          |
| Christina Tapper Östberg      |       | Sverigedemokraterna | Skåne läns norra och östra valkrets   | 24 september 2018        |                          |
| Anders Österberg              |       | Socialdemokraterna  | Stockholms kommuns valkrets           | 24 september 2018        |                          |